# Lotto

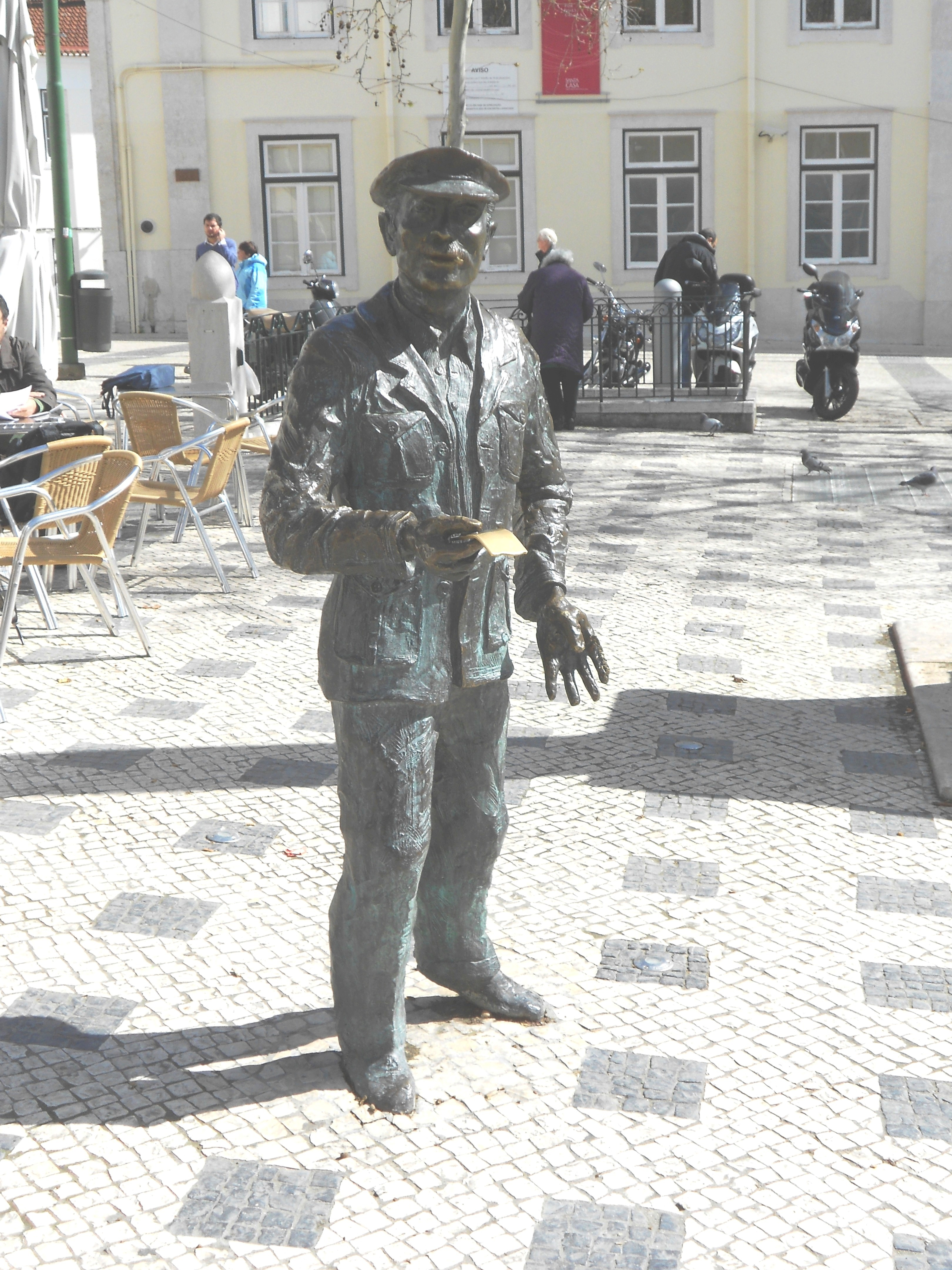
Denkmal für einen Losverkäufer im Bairro Alto, Lissabon

Lotto (aus italienisch lotto von französisch lot „Anteil“, „Los“, „Schicksal“, auch „Glücksspiel“, „Losspiel“) ist eine Lotterie und damit ein Glücksspiel, bei dem der Spieler gegen einen finanziellen Einsatz auf das Ziehen vorher getippter Zahlen aus einer begrenzten Zahlenmenge setzt.
In vielen Ländern wie Deutschland oder Österreich existiert ein sogenanntes Lotteriemonopol.

## Konzepte
Unterschieden wird dabei zwischen zwei Konzepten. Bei aktiven Lotterien wählt der Spieler eine begrenzte Anzahl Zahlen aus einer vorgegebenen Zahlenreihe. Das bekannteste Beispiel in Deutschland ist dafür das Spiel „6 aus 49“: Beim Spiel werden sechs Zahlen aus einer von 1 bis 49 bestehenden Zahlenreihe auf einem Tippschein angekreuzt. Bei der späteren Ziehung werden sechs Gewinnzahlen ermittelt; die Gewinnstufe ergab sich früher allein aus der Anzahl der korrekt vorhergesagten Zahlen – die sogenannten „Treffer“.
Die Höhe des auszuzahlenden Geldbetrags für jede Gewinnstufe wird meist durch ein Quotenschema berechnet: Auf jede Gewinnstufe entfällt ein bestimmter Anteil des für die Ziehung eingezahlten Gesamteinsatzes.
Die zweite Variante ist die passive Lotterie (Beispiel: Die spanische Weihnachtslotterie). Durch den Kauf eines Loses mit aufgedruckter mehrstelliger Losnummer erhält der Spieler seine Teilnahmeberechtigung an der Wette. Es müssen also keine Zahlen aktiv angekreuzt werden. In der Ziehung werden dann eine oder mehrere Gewinnzahlen oder Gewinn-Endziffern ermittelt. Die unterschiedlichen Gewinnstufen legen die Höhe der Auszahlung meist im Voraus fest.
In der Praxis kommen Abwandlungen und Mischformen der beiden Konzepte vor. So ist die Superzahl, die jeweils über den Aufstieg von einer geraden Gewinnklasse in die nächstbessere ungerade Gewinnklasse entscheidet, beim deutschen 6 aus 49 als letzte Stelle der Losnummer auf dem gewählten Spielschein vorgegeben.

## Lottosysteme
Es existieren länderspezifisch verschiedene Systeme:
| Belgien                               | 6 aus 45 (bis September 2011: 6 aus 42)                                   |
| Bulgarien                             | 6 aus 49, 6 aus 42, 5 aus 35, 5 aus 50 + 1 aus 12                         |
| Dänemark                              | 7 aus 36, 6 aus 48 + 1 aus 5                                              |
| Deutschland                           | 6 aus 49 plus 1 aus 10                                                    |
| Finnland                              | 7 aus 40                                                                  |
| Frankreich                            | 5 aus 49 plus 1 aus 10                                                    |
| Griechenland                          | 6 aus 49, 5 aus 45 + 1 aus 20                                             |
| Italien                               | 6 aus 90                                                                  |
| Kanada                                | 6 aus 49, 7 aus 50                                                        |
| Liechtenstein (bis 5. August 2011)[1] | 6 aus 49                                                                  |
| Litauen                               | 6 aus 30                                                                  |
| Niederlande                           | 6 aus 45                                                                  |
| Österreich                            | 6 aus 45 5 aus 90 (Zahlenlotto 1–90)                                      |
| Polen                                 | 6 aus 49, 5 aus 42                                                        |
| Portugal                              | 5 aus 49 plus Glückszahl 1 aus 13                                         |
| Rumänien                              | 6 aus 49, 5 aus 40, 5 aus 45 + 1 aus 20                                   |
| Schweden                              | 7 aus 35                                                                  |
| Schweiz                               | 6 aus 42 plus Glückszahl 1 aus 6                                          |
| Spanien                               | 6 aus 49                                                                  |
| Türkei                                | 6 aus 90, 6 aus 60, 5 aus 34 + 1 aus 14                                   |
| Ungarn                                | 5 aus 90, 6 aus 45, 7 aus 35                                              |
| USA                                   | 5 aus 69 plus 1 aus 26 (Powerball) 5 aus 70 plus 1 aus 25 (Mega Millions) |
| Vereinigtes Königreich                | 6 aus 59                                                                  |

### Lotto in der DDR 1949 bis 1990
In der DDR gab es verschiedene Lottosysteme:
- Tele-Lotto
- Sportfest-Toto 6 aus 49
- Zahlenlotto (5 aus 90)
- 5 aus 45

### 6 aus 49 in der Bundesrepublik Deutschland

Logo von Lotto 6 aus 49 in Deutschland

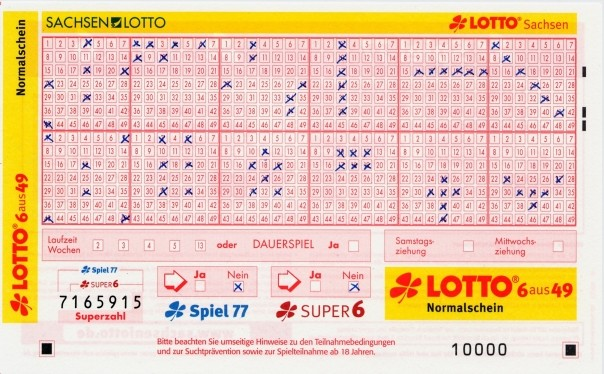
Lotto-Normalschein in Sachsen

In Deutschland betreibt der Deutsche Lotto- und Totoblock als Zusammenschluss der Landes-Lotteriegesellschaften das Lottospiel.
Die Gewinnzahlen werden am Mittwoch- und am Samstagabend via Internet-Livestream (bis zum 29. Juni 2013 via Fernsehübertragung, mittwochs im ZDF und samstags im Ersten) gezogen. Im Anschluss an die Ziehung der sechs Gewinnzahlen wird zusätzlich aus den Zahlen 0 bis 9 eine Superzahl gezogen. Die teilnehmende Superzahl des Spielers ist die letzte Ziffer der siebenstelligen Spielscheinnummer. Eine richtige Superzahl bewirkt bei zwei oder mehr richtigen Gewinnzahlen eine Erhöhung der Gewinnklasse.
Man kann zusätzlich an den Spielen Super 6, Spiel 77 und der Glücksspirale teilnehmen. Bei Teilnahme am Spiel 77 und der Glücksspirale dient die gesamte Spielscheinnummer als Losnummer, bei Super 6 die letzten sechs Ziffern.
Seit dem 23. September 2020 kostet ein Lotto-Tippfeld 1,20 Euro (vorher einen Euro). Genau 50 % der eingezahlten Summe wird wieder ausgeschüttet. Außerdem wird auf jeden abgegebenen Spielschein eine Bearbeitungsgebühr erhoben, die je nach Bundesland 20 Cent bis hin zu einem Euro beträgt (den Betrag kann jede Landeslotteriegesellschaft nach eigenem Ermessen festsetzen).
Geregelt sind die Teilnahmebedingungen in jedem einzelnen Bundesland, denn Lotto ist in Deutschland Sache der Bundesländer. Gewerbliche Anbieter spielen oft im Sinne der Tippgemeinschaften bei den Lottogesellschaften, nehmen dafür jedoch zusätzliche Gebühren.

#### Regelungen ab 1. November 2023
Am 1. November 2023 traten folgende Veränderungen in Kraft:
- Der maximale Jackpot wurde von 45 Millionen Euro auf 50 Millionen Euro erhöht.
- Ist die Gewinnklasse 1 beim Erreichen der Obergrenze nicht besetzt, so wird der Jackpot nicht mehr wie bisher der Gewinnklasse 2 zugeschlagen (Zwangsausschüttung), sondern bleibt so lange bestehen, bis die Gewinnklasse 1 besetzt ist.
- Alle in dieser Zeit über den Maximalbetrag hinausgehenden Ausschüttungsbeträge der Gewinnklasse 1 werden gesammelt und dem Jackpot der ersten Ziehung nach dem Gewinn des Maximalbetrages zugeführt. Der Jackpot der neuen Runde startet also gleich mit einem um die Zuführungsbeträge erhöhten Betrag.

#### Regelungen 23. September 2020 bis 31. Oktober 2023
Am 23. September 2020 traten folgende Veränderungen in Kraft:
- Der Einsatz pro Tippfeld beträgt 1,20 Euro.[6]
- Die Ausschüttungsanteile der Gewinnklassen wurden geändert (im Wesentlichen: Erhöhung in den Gewinnklassen 1 und 2, Absenkung in den Gewinnklassen 5, 7 und 8).
- Zwangsausschüttung: Der Jackpot wird nicht mehr in der 13. Ziehung zwangsausgeschüttet, sondern wenn aus der vorhergehenden Ziehung mindestens 45 Millionen Euro übertragen wurden (unabhängig von der Anzahl Ziehungen ohne Gewinner in der Gewinnklasse 1).
- Die Gewinnausschüttungen in den beiden höchsten Gewinnklasse 1 und 2 sind auf 45 Millionen Euro pro Gewinnklasse begrenzt. Ein diese Grenze übersteigender Betrag wird auf die nächstniedrigere Gewinnklasse übertragen, in der mindestens ein Gewinner ermittelt wird.

#### Regelungen 4. Mai 2013 bis 19. September 2020
Am 4. Mai 2013 traten folgende Veränderungen für das Produkt Lotto 6 aus 49 in Kraft:
- Die Superzahl ersetzt die Zusatzzahl. Damit wurde Lotto 6 aus 49 einfacher. Ebenfalls stiegen die Gewinnchancen, da die Superzahl nur aus den Zahlen 0 bis 9 gezogen wird. Die Zusatzzahl war hingegen aus 43 (49 minus 6) Zahlen gezogen worden.
- Einführung der neuen Gewinnklasse IX für „2 Richtige plus Superzahl“
- Der Einsatz pro Tipp beträgt einen Euro.
- Durch die Erhöhung des Ausschüttungsanteils für die Gewinnklasse I „6 Richtige plus Superzahl“ sind in der Spitzen-Gewinnklasse höhere Jackpot-Gewinne zu erwarten.
- Durch die Einführung der neuen Gewinnklasse IX für „2 Richtige plus Superzahl“ stieg die Wahrscheinlichkeit, überhaupt etwas zu gewinnen, auf 1:31 (3,125 %); vorher lag diese bei 1:54 (1,82 %). Die Wahrscheinlichkeit, bei Abgabe aller zwölf Tipps auf einem üblichen Lottoschein zumindest einen Gewinn in Höhe der Summe der Spieleinsätze für diese zwölf Tipps (vorher 9 €, jetzt 12 €, zuzüglich etwa 0,50 € Bearbeitungsgebühr) zu erzielen, ist dagegen gesunken, da die Gewinne in der Klasse VIII oft über 9,50 € lagen, jedoch zu erwarten ist, dass sie nur selten über 12,50 € liegen werden und in der neuen Klasse IX nur 5 € gewonnen werden.
- Während sich die zu erwartenden Gewinnquoten in den Klassen II und IV–VIII dank des um 25 Cent höheren Einsatzes und der gewählten Ausschüttungsanteile nur mäßig verändert haben, liegt der zu erwartende Betrag eines Gewinns in der Gewinnklasse III „5 Richtige und Superzahl“ bei weniger als einem Viertel im Vergleich zur vorherigen Gewinnklasse III „5 Richtige und Zusatzzahl“. Mehrere Zehntausend Euro zu gewinnen ist daher sehr unwahrscheinlich geworden.

Gewinnwahrscheinlichkeiten (4. Mai 2013 bis 19. September 2020):
| Gewinnklasse | Anzahl richtiger Voraussagen | Gewinnchance   | Gewinnchance | Ausschüttungsanteil           | Theoretische Quote (in €) |
| Gewinnklasse | Anzahl richtiger Voraussagen | 1 zu …         | in %         | Ausschüttungsanteil           | Theoretische Quote (in €) |
| ------------ | ---------------------------- | -------------- | ------------ | ----------------------------- | ------------------------- |
| I            | 6 Richtige und Superzahl     | 139.838.160,00 | 0,00000072 % | 12,8 %² (00,0 %³)             | 8.949.642,20              |
| II           | 6 Richtige                   | 13.983.816,00  | 0,0000072 %  | 10,0 %² (7,4 %³)0             | 574.596,50                |
| III          | 5 Richtige und Superzahl     | 542.008,37     | 0,00018 %    | 05,0 %² (3,7 %³)0             | 10.022,00                 |
| IV           | 5 Richtige                   | 54.200,84      | 0,0018 %     | 15,0 %² (11,1 %³)             | 3.340,60                  |
| V            | 4 Richtige und Superzahl     | 10.323,97      | 0,0097 %     | 05,0 %² (3,7 %³)0             | 190,80                    |
| VI           | 4 Richtige                   | 1.032,40       | 0,097 %      | 10,0 %² (7,4 %³)0             | 42,40                     |
| VII          | 3 Richtige und Superzahl     | 566,56         | 0,177 %      | 10,0 %² (7,4 %³)0             | 20,90                     |
| VIII         | 3 Richtige                   | 62,95          | 1,589 %      | 45,0 %² (33,2 %³)             | 10,40                     |
| IX           | 2 Richtige und Superzahl     | 75,54          | 1,324 %      | Fester Gewinnbetrag (13,2 %³) | 5,00                      |
| Klassen I–IX |                              | 29,64          | 3,37 %       | 50 % Spieleinsatz (100 %)     | 15,70                     |
²: Die genannten Prozentsätze beziehen sich auf die nach Abzug des festen Gewinnbetrages in der Gewinnklasse IX und der Dotierung der 1. Klasse entstehende verbleibende Gewinnausschüttung.
³: Die Prozentsätze in Klammern sind die gerundeten theoretischen durchschnittlichen Ausschüttungsanteile an der gesamten Gewinnsumme (wenn tatsächlich die wahrscheinlichen 1,31 % aller Tipps die Gewinnklasse IX erzielen)
Zudem ist je Gewinnklasse ein Jackpot möglich. Dieser entsteht, wenn in den vorhergehenden Ziehungen für die Klasse kein Gewinner ermittelt wurde. Die Gewinnsumme wird dann der gleichen Gewinnklasse bei der nächsten Ziehung hinzugefügt. Als Jackpot wird die Summe aus dem Übertrag der vorigen Ausspielung und aus der normalen, erwarteten Gewinnsumme bezeichnet. Eine exakte Bestimmung der Höhe des Jackpots ist wegen des Totalisatorprinzips erst möglich, wenn die Quoten feststehen. Ausnahme: Erfolgt kein Gewinn in Klasse 2, aber in Klasse 1 (also wenn alle Gewinner mit sechs Richtigen auch die richtige Superzahl haben), so wird die Gewinnsumme von Klasse 2 keinem Jackpot, sondern der Gewinnklasse 1 derselben Ziehung zugeschlagen.
Dazu sind einige Besonderheiten zu berücksichtigen. Übersteigt ein Einzelgewinn in einer niedrigeren Gewinnklasse den einer höheren Gewinnklasse, so werden die Gewinnsummen zusammengelegt und die Gewinne gleichmäßig auf die beiden Gewinnklassen verteilt. Wird nach zwölf aufeinanderfolgenden Ziehungen in einer Gewinnklasse auch in der nächstfolgenden Ziehung kein Gewinn ermittelt, so erfolgt eine sogenannte Zwangsausschüttung. Das heißt, dass die Gewinnsumme auf die nächstniedrigere Gewinnklasse übertragen wird, in der mindestens ein Gewinner ermittelt wird. Eine Sequenz kann also maximal 13 Ziehungen umfassen. Vor dem Jahr 2009 war eine Sequenz von maximal 15 Ziehungen möglich, die bislang längste Sequenz ging über 13 Ziehungen. Nach rund 60 Jahren erfolgte die erste Zwangsausschüttung am 14. Mai 2016.

#### Regelungen bis 1. Mai 2013
Der Spieleinsatz betrug je Tipp und Ziehung 75 Cent. Zusätzlich wurde für jeden Spielschein oder Quicktipp eine Bearbeitungsgebühr erhoben.
Zusätzlich wurden zu den sechs Zahlen eine Zusatzzahl und eine Superzahl gezogen. Die Zusatzzahl wurde nach den ersten sechs Zahlen aus den restlichen 43 Kugeln als siebte Zahl gezogen. Sie erhöhte bei den niedrigeren Gewinnklassen den Gewinn um eine Stufe. Wenn beispielsweise genau vier von dem Spieler getippte Zahlen mit vier der sechs zuerst gezogenen Zahlen übereinstimmten, aber keine der beiden verbleibenden getippten Zahlen die Zusatzzahl ist, fiel er in die Gewinnklasse 6 (4 Richtige ohne Zusatzzahl). Stimmte jedoch von den beiden verbleibenden getippten Zahlen eine mit der Zusatzzahl überein, verbesserte sich die Gewinnklasse auf Klasse 5 (4 Richtige und Zusatzzahl).
| Klasse[10]    | erforderlich[10]                 | Wahrscheinlichkeit[11][10]                | in % (gerundet) | Anteil an der Gewinnsumme[10] Anm. | mittlerer Einzel- gewinn (Euro) Anm. |
| ------------- | -------------------------------- | ----------------------------------------- | --------------- | ---------------------------------- | ------------------------------------ |
| Klasse I      | 6 Richtige und Superzahl richtig | 00.000.001 / 139.838.160                  | 000,000000715 % | 010 %                              | 5.243.931,000                        |
| Klasse II     | 6 Richtige und Superzahl falsch  | 00.000.009 / 139.838.160 ≈ 1 / 15.537.573 | 000,00000644 %  | 008 %                              | 466.127,200                          |
| Klasse III    | 5 Richtige und Zusatzzahl        | 00.000.006 / 013.983.816 = 1 / 2.330.636  | 000,0000429 %   | 005 %                              | 43.699,430                           |
| Klasse IV     | 5 Richtige ohne Zusatzzahl       | 00.000.252 / 013.983.816 ≈ 1 / 55.491     | 000,00180 %     | 013 %                              | 2.705,200                            |
| Klasse V      | 4 Richtige und Zusatzzahl        | 00.000.630 / 013.983.816 ≈ 1 / 22.197     | 000,00451 %     | 002 %                              | 166,470                              |
| Klasse VI     | 4 Richtige ohne Zusatzzahl       | 00.012.915 / 013.983.816 ≈ 1 / 1.083      | 000,0924 %      | 010 %                              | 40,600                               |
| Klasse VII    | 3 Richtige und Zusatzzahl        | 00.017.220 / 013.983.816 ≈ 1 / 812        | 000,123 %       | 008 %                              | 24,360                               |
| Klasse VIII   | 3 Richtige ohne Zusatzzahl       | 00.229.600 / 013.983.816 ≈ 1 / 61         | 001,64 %        | 044 %                              | 10,050                               |
| Klasse I–VIII | mindestens 3 Richtige            | 00.260.624 / 013.983.816 ≈ 1 / 54         | 001,86 %        | 100 %                              | 20,120                               |
| Niete         | weniger als 3 Richtige           | 13.723.192 / 013.983.816 ≈ 53 / 54        | 098,1 %         | 000 %                              | 0,000                                |
| alle          | nichts                           | 13.983.816 / 013.983.816 = 1              | 100 %           | 100 %                              | 0,375                                |
Anm. 2. August 2003 bis 1. Mai 2013

#### Höchste Gewinnsummen
|     | Gewinn          | Bundesland          | Ziehungsdatum |
| --- | --------------- | ------------------- | ------------- |
| 1.  | 48.580.715,00 € | Bayern              | 03.01.2024    |
| 2.  | 45.000.000,00 € | Hamburg             | 01.04.2023    |
| 2.  | 45.000.000,00 € | Hessen              | 13.04.2022    |
| 4.  | 42.583.626,40 € | Baden-Württemberg   | 10.10.2020    |
| 5.  | 37.688.291,80 € | Nordrhein-Westfalen | 07.10.2006    |
| 6.  | 37.050.634,80 € | Nordrhein-Westfalen | 14.05.2016    |
| 7.  | 36.204.807,90 € | Niedersachsen       | 21.07.2021    |
| 8.  | 33.832.008,60 € | Berlin              | 08.07.2015    |
| 9.  | 33.236.872,60 € | Bayern              | 23.09.2015    |
| 10. | 32.842.219,80 € | Bayern              | 09.06.2021    |

### 6 aus 45 in Österreich
|  |  |  |

Das Spiel führt, zunächst bis 30. September 2027, die Österreichische Lotterien GmbH durch.
Für je einen Tipp hat der Teilnehmer den Preis von 1,50 Euro zu entrichten.
In Österreich wird jeden Mittwoch und Sonntag im Rahmen der ORF-Sendung „Lottoziehung 6 aus 45 mit Joker“ gezogen. Seit März 2020 findet in unregelmäßigen Abständen auch eine Ziehung am Freitag statt. Die erste Ziehung erfolgte am 7. September 1986.
Beim Lotto in Österreich werden 48,8 % der eingezahlten Summe wieder ausgeschüttet. Diese verteilen sich auf folgende Gewinnränge:
| Rang[16]   | erforderlich[16]              | Wahrscheinlichkeit                    | in % (gerundet) | Anteil an der Gewinnsumme[16] | mittlerer Einzelgewinn (gerundet) |
| ---------- | ----------------------------- | ------------------------------------- | --------------- | ----------------------------- | --------------------------------- |
| 1. Rang    | 6 Richtige                    | 0.000.001 / 8.145.060                 | 000,0000123 %   | 40,0 %                        | 1.748.907,280                     |
| 2. Rang    | 5 Richtige und Zusatzzahl     | 0.000.006 / 8.145.060 = 1 / 1.357.510 | 000,0000737 %   | 5,5 %                         | 40.079,130                        |
| 3. Rang    | 5 Richtige ohne Zusatzzahl    | 0.000.228 / 8.145.060 ≈ 1 / 35.724    | 000,00280 %     | 6,0 %                         | 1.150,600                         |
| 4. Rang    | 4 Richtige und Zusatzzahl     | 0.000.570 / 8.145.060 ≈ 1 / 14.290    | 000,00700 %     | 2,1 %                         | 161,080                           |
| 5. Rang    | 4 Richtige ohne Zusatzzahl    | 0.010.545 / 8.145.060 ≈ 1 / 772       | 000,129 %       | 9,9 %                         | 41,050                            |
| 6. Rang    | 3 Richtige und Zusatzzahl     | 0.014.060 / 8.145.060 ≈ 1 / 579       | 000,173 %       | 4,8 %                         | 14,930                            |
| 7. Rang    | 3 Richtige ohne Zusatzzahl    | 0.168.720 / 8.145.060 ≈ 1 / 48        | 002,07 %        | 17,6 %                        | 4,560                             |
| 8. Rang    | 0 Richtige und Zusatzzahl     | 0.501.942 / 8.145.060 ≈ 1 / 16        | 006,16 %        | ca. 12,6 %                    | (festgelegt) 1,500                |
| 1.–8. Rang | eine der Bedingungen erfüllt  | 0.696.072 / 8.145.060 ≈ 1 / 12        | 008,55 %        | ca. 98,5 %                    | 6,190                             |
| Niete      | keine der Bedingungen erfüllt | 7.448.988 / 8.145.060 ≈ 11 / 12       | 091,5 %         | 0,0 %                         | 0,000                             |
| alle       | nichts                        | 8.145.060 / 8.145.060 = 1             | 100 %           | ca. 98,5 %                    | 0,529                             |
1,5 % der Gewinnsumme wird in einen Ausgleichstopf eingezahlt, der zur Aufstockung eines oder mehrerer Gewinnränge bestimmter Runden oder für Zusatzausspielungen nach freiem Ermessen der Gesellschaft verwendet wird. So wird damit zum Beispiel dafür gesorgt, dass im 1. Rang in jeder Runde immer eine Gesamtsumme von mindestens 1,2 Millionen Euro ausbezahlt wird, und man gewinnt pro Einsatz von 1,30 Euro im Durchschnitt 0,6344 Euro.
Wird in einem Rang kein Gewinn ermittelt, so wird die Gewinnsumme dem gleichen Rang in der nächsten Runde zugeschlagen (Jackpot). In dem Fall gilt die Mindestsumme von einer Million Euro für den 1. Rang nicht, sondern er wird ausschließlich mit 40 % der Gewinnsumme berechnet.
Geregelt ist dies in den Lotto-Spielbedingungen.
Am 12. August 2015 gab es den zehnten Fünffach-Jackpot, der dem Gewinner mit einem Solosechser die Rekordsumme von 9.643.151,70 Euro einbrachte. Der erste Sechsfach-Jackpot wurde am 24. Dezember 2017 ausgespielt und dieser brachte den beiden Gewinnern jeweils 6.118.478,40 Euro ein. Den ersten Siebenfach-Jackpot gab es am 14. November 2018, in der nächsten Runde am 21. November 2018 wurden im ersten Rang rund 14,9 Mio. Euro an einen einzelnen Gewinner ausgeschüttet.

#### Lotto-System bei 0 Bankzahlen – Kosten und Abdeckung
Diese Tabelle zeigt das Lotto-System 6 aus 45, wenn keine Bankzahlen gespielt werden. Das offizielle System geht nur von 0-7 bis 0-12, alles darüber ist theoretisch spielbar.
| System | Anzahl Tipps | Kosten (Euro) | Abdeckung in % |
| ------ | ------------ | ------------- | -------------- |
| 0-6    | 1            | 1,20          | 0,000012 %     |
| 0-7    | 7            | 8,40          | 0,000086 %     |
| 0-8    | 28           | 33,60         | 0,000344 %     |
| 0-9    | 84           | 100,80        | 0,001031 %     |
| 0-10   | 210          | 252,00        | 0,002578 %     |
| 0-11   | 462          | 554,40        | 0,005672 %     |
| 0-12   | 924          | 1.108,80      | 0,011344 %     |
| 0-13   | 1.716        | 2.059,20      | 0,021068 %     |
| 0-14   | 3.003        | 3.603,60      | 0,036869 %     |
| 0-15   | 5.005        | 6.006,00      | 0,061448 %     |
| 0-16   | 8.008        | 9.609,60      | 0,098317 %     |
| 0-17   | 12.376       | 14.851,20     | 0,151945 %     |
| 0-18   | 18.564       | 22.396,80     | 0,227917 %     |
| 0-19   | 27.132       | 32.558,40     | 0,333110 %     |
| 0-20   | 38.760       | 46.512,00     | 0,475871 %     |
| 0-21   | 54.264       | 65.116,80     | 0,666220 %     |
| 0-22   | 74.613       | 89.535,60     | 0,916052 %     |
| 0-23   | 100.947      | 121.136,40    | 1,239365 %     |
| 0-24   | 134.596      | 161.515,20    | 1,652486 %     |
| 0-25   | 177.100      | 212.520,00    | 2,174324 %     |
| 0-26   | 230.230      | 276.276,00    | 2,826621 %     |
| 0-27   | 296.010      | 355.212,00    | 3,634227 %     |
| 0-28   | 376.740      | 452.088,00    | 4,625380 %     |
| 0-29   | 475.020      | 570.024,00    | 5,832001 %     |
| 0-30   | 593.775      | 712.506,00    | 7,290002 %     |
| 0-31   | 736.281      | 883.537,20    | 9,039602 %     |
| 0-32   | 906.192      | 1.087.430,40  | 11,125664 %    |
| 0-33   | 1.107.568    | 1.329.081,60  | 13,598034 %    |
| 0-34   | 1.344.904    | 1.613.884,80  | 16,511898 %    |
| 0-35   | 1.623.160    | 1.947.792,00  | 19,928153 %    |
| 0-36   | 1.947.792    | 2.337.350,40  | 23,913783 %    |
| 0-37   | 2.324.784    | 2.789.740,80  | 28,542258 %    |
| 0-38   | 2.760.681    | 3.312.817,20  | 33,893931 %    |
| 0-39   | 3.262.623    | 4.035.147,60  | 40,056464 %    |
| 0-40   | 3.838.380    | 4.606.056,00  | 47,125251 %    |
| 0-41   | 4.496.388    | 5.395.665,60  | 55,203866 %    |
| 0-42   | 5.245.786    | 6.294.943,20  | 64,404510 %    |
| 0-43   | 6.096.454    | 7.315.744,80  | 74,848485 %    |
| 0-44   | 7.059.052    | 8.470.862,40  | 86,666667 %    |
| 0-45   | 8.145.060    | 9.774.072,00  | 100,000000 %   |
Beim System 0–45 würde man also alle möglichen Kombinationen spielen und hätte somit einen 100%igen Volltreffer. Allerdings wäre dieses – abgesehen von dem sehr hohen Einsatz – durch die geringe Gewinnausschüttung (denn auch die Lottogesellschaft will verdienen) und die Möglichkeit, dass auch ein anderer den Haupttreffer macht und man den Gewinn teilen muss, nicht wirklich sinnvoll zu spielen.

#### Höchste Gewinnsummen
|    | Gewinn          | Region           | Ziehungsdatum |
| -- | --------------- | ---------------- | ------------- |
| 1. | 14.926.157,30 € | Niederösterreich | 21.11.2018    |
| 2. | 9.643.151,70 €  | Wien             | 12.08.2015    |
| 3. | 9.437.932,50 €  | Wien             | 15.08.2012    |
| 4. | 9.231.788,80 €  | Wien             | 09.06.2013    |
| 5. | 8.905.907,20 €  | Wien             | 22.12.2010    |
| 6. | 8.842.084,10 €  | Niederösterreich | 27.02.2011    |

### Zahlenlotto 1–90 in Österreich

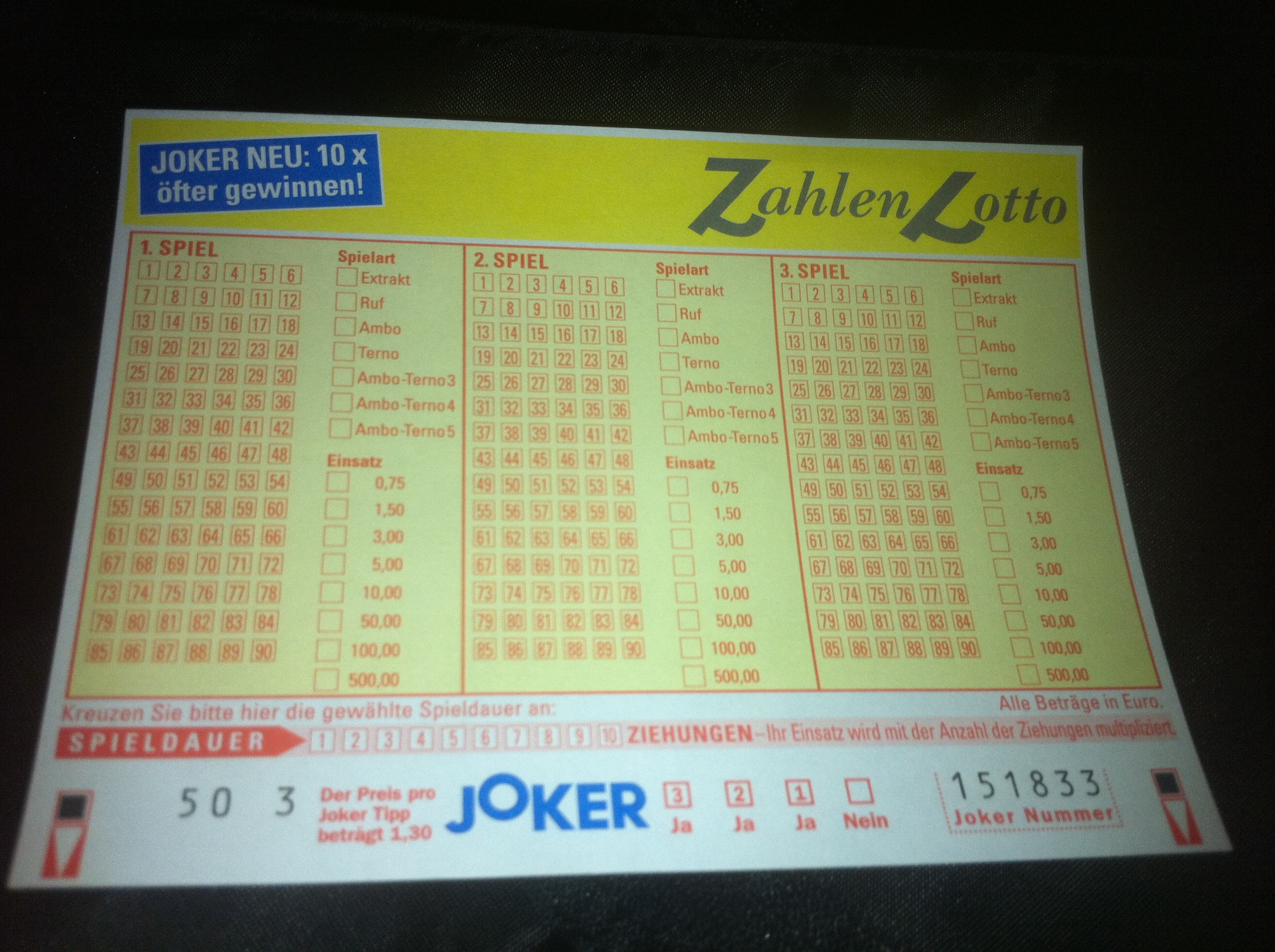
Zahlenlotto-Wettschein

Das Zahlenlotto 1–90 wurde 1752 unter Maria Theresia eingeführt und ist somit das älteste konzessionierte Glücksspiel in Österreich. Die erste Ziehung fand am 21. Oktober 1752 auf dem Lobkowitzplatz in Wien statt. Die Ziehung von 5 aus 90 Zahlen wird wöchentlich am Dienstag, Donnerstag und Samstag durchgeführt. Beim Zahlenlotto können bei sieben Spielarten (Extrakt, Ruf, Ambo, Terno, Ambo-Terno 3, Ambo-Terno 4, Ambo-Terno 5) ein bis fünf Zahlen ausgewählt werden, der Einsatz kann 0,75 Euro, 1,50 Euro, 3 Euro, 5 Euro, 10 Euro, 50 Euro, 100 Euro oder 500 Euro betragen. Wenn man die richtigen Zahlen errät, gewinnt man ein festes Vielfaches des Einsatzes, unabhängig von der Teilnahme anderer Spieler.

### 6 aus 42 plus 1 aus 6 in der Schweiz
Mit der Ziehung vom 12. Januar 2013 wurde die Spielformel in der Schweiz geändert. Das seit 4. Januar 1986 geltende 6-aus-45-System wurde durch die Formel 6 aus 42 ersetzt. Zusätzlich muss pro Tipp nun eine Glückszahl zwischen 1 und 6 angekreuzt werden. Ein Tipp kostet pro Ziehung 2,50 Schweizer Franken, wobei mindestens zwei Tipps abgegeben werden müssen. Darin sind mögliche Gebühren bereits enthalten. Das Zusatzspiel „Plus“ mit dem „Jackpot Plus“ und die Zusatzzahl entfallen mit den Änderungen vom Januar 2013. Somit gibt es nur noch einen Jackpot, der für sechs richtig getippte Zahlen, kombiniert mit der korrekten Glückszahl, ausgeschüttet wird. Wenn die standardmäßig auf dem Wettbeleg aufgedruckte „rePLAY“-Nummer, die gleichzeitig mit den Lottozahlen gezogen wird (kostenloses 1-aus-13-System), übereinstimmt, erhält man beim nächsten Spiel den Wetteinsatz in Form von Gratis-Quick-Tipps zurückerstattet. Diese Angaben gelten für die beiden nationalen Lotteriegesellschaften Swisslos und Loterie Romande.
Gewinnwahrscheinlichkeiten:
| Gewinnklasse   | Anzahl richtiger Voraussagen | Gewinnchance  | Gewinnchance | Durchschnittlich erwarteter Gewinn |
| Gewinnklasse   | Anzahl richtiger Voraussagen | 1 zu …        | in %         | Durchschnittlich erwarteter Gewinn |
| -------------- | ---------------------------- | ------------- | ------------ | ---------------------------------- |
| I              | 6 Richtige und Glückszahl    | 31.474.716,00 | 0,0000032 %  |                                    |
| II             | 6 Richtige ohne Glückszahl   | 6.294.943,20  | 0,000016 %   | CHF 1.000.0004                     |
| III            | 5 Richtige und Glückszahl    | 145.716,28    | 0,00069 %    | CHF 5.000                          |
| IV             | 5 Richtige ohne Glückszahl   | 29.143,26     | 0,0034 %     | CHF 1.0004                         |
| V              | 4 Richtige und Glückszahl    | 3.330,66      | 0,030 %      | CHF 150                            |
| VI             | 4 Richtige ohne Glückszahl   | 666,13        | 0,15 %       | CHF 75                             |
| VII            | 3 Richtige und Glückszahl    | 220,41        | 0,45 %       | CHF 25                             |
| VIII           | 3 Richtige ohne Glückszahl   | 44,08         | 2,27 %       | CHF 10                             |
| Klassen I-VIII |                              | 34,41         | 2,91 %       |                                    |
4: Maximale Gewinnsumme der Gewinnklasse

### 6 aus 45 in den Niederlanden
Der Einsatz pro Tipp beträgt 2,00 Euro. Die Höhe des ausgeschütteten Gewinns hängt nicht vom Einsatz ab, da die Gewinne in den Gewinnklassen III bis VIII festgelegt sind und in der festgelegten Höhe ausgeschüttet werden. Die Gewinnklasse I ist mit einer Million Euro festgelegt, die aber bei mehreren Gewinnern aufgeteilt wird. Ebenso verhält es sich in der Gewinnklasse II, die mit 100.000 Euro dotiert ist. Die Gewinnsumme der Gewinnklasse Jackpot gewinnt derjenige bzw. diejenigen Spieler, die sowohl die sechs gezogenen Zahlen aus 45 Zahlen richtig als auch die richtige Farbe aus sechs Farben vorhergesagt haben. Die richtige Farbe wird als „Jackpotkleur“ bezeichnet und entspricht der Superzahl beim deutschen Lotto. Der Jackpot beim niederländischen Lotto startet immer bei 7,5 Millionen Euro. Von Ziehung zu Ziehung wird die Gewinnsumme um 500.000 Euro aufgestockt. Wird der Jackpot innerhalb von zwölf Monaten nicht geknackt, kommt es zu einer Zwangsausschüttung in die Gewinnklasse I, wie es zuletzt am 16. Oktober 2010 geschehen ist. Der letzte große Jackpot in Höhe von 26 Millionen Euro wurde am 15. Oktober 2011 ausgeschüttet.

### 6 aus 90 in Italien
In Italien betreibt die Sisal Spa das Lottospiel. Dieses Spiel heißt SuperEnalotto. Es wird Dienstag, Donnerstag und Samstag gezogen. Man kann zusätzlich am Superstar teilnehmen. Zu den sechs Zahlen und dem Jolly (entspricht der Zusatzzahl) wird zudem noch ein Superstar gezogen.
Da die italienische Lotterie keine Zwangsausschüttung kennt, enthält der Jackpot, z. B. nach mehr als 100 erfolglosen Ausspielungen der höchsten Gewinnklasse, gelegentlich mehr als 150 Millionen Euro.

### EuroMillionen/EuroMillions
Im Gegensatz zu den traditionellen landesspezifischen Lotterien war EuroMillionen (EuroMillions, EuroMillones, EuroMilhões) von Anfang an als Mehrländer-Lotto ausgelegt. Am 13. Februar 2004 fand die erste Ziehung statt, für die man in Spanien, Frankreich und Großbritannien Tipps abgeben konnte. Im Laufe des Jahres 2004 kamen dann noch Österreich, Belgien, Irland, Liechtenstein, Luxemburg, Portugal und die Schweiz hinzu.
Die Spielformel lautet seit dem 27. September 2016 „5 aus 50 plus 2 aus 12“. Ein Tipp kostet 2,20 Euro (in der Schweiz 3,50 Franken), davon kommt 1,10 Euro zur Gewinnsumme. Die Einsätze aus allen Ländern gelangen in einen gemeinsamen Pool. Jeden Dienstag und Freitag gibt es eine einzige Ziehung für alle beteiligten Länder.
| Rang        | erforderlich                   | Wahrscheinlichkeit                        | in % (gerundet) | Anteil an der Gewinnsumme | mittlerer Einzel- gewinn (gerundet) |
| ----------- | ------------------------------ | ----------------------------------------- | --------------- | ------------------------- | ----------------------------------- |
| 01. Rang    | 5 Zahlen und 2 Sterne          | 000.000.001 / 139.838.160                 | 000,000000715 % | 50,00 % / 42,00 %²        | 76.910.988,00 / 64.605.229,920²     |
| 02. Rang    | 5 Zahlen und 1 Stern           | 000.000.020 / 139.838.160 ≈ 1 / 6.991.908 | 000,0000143 %   | 02,61 %                   | 200.737,680                         |
| 03. Rang    | 5 Zahlen und 0 Sterne          | 000.000.045 / 139.838.160 ≈ 1 / 3.107.515 | 000,0000322 %   | 00,61 %                   | 20.851,420                          |
| 04. Rang    | 4 Zahlen und 2 Sterne          | 000.000.225 / 139.838.160 ≈ 1 / 621.503   | 000,000161 %    | 00,19 %                   | 1.298,940                           |
| 05. Rang    | 4 Zahlen und 1 Stern           | 000.004.500 / 139.838.160 ≈ 1 / 31.075    | 000,00322 %     | 00,35 %                   | 119,640                             |
| 06. Rang    | 3 Zahlen und 2 Sterne          | 000.009.900 / 139.838.160 ≈ 1 / 14.125    | 000,00708 %     | 00,37 %                   | 57,490                              |
| 07. Rang    | 4 Zahlen und 0 Sterne          | 000.010.125 / 139.838.160 ≈ 1 / 13.811    | 000,00724 %     | 00,26 %                   | 39,500                              |
| 08. Rang    | 2 Zahlen und 2 Sterne          | 000.141.900 / 139.838.160 ≈ 1 / 985       | 000,101 %       | 01,30 %                   | 14,090                              |
| 09. Rang    | 3 Zahlen und 1 Stern           | 000.198.000 / 139.838.160 ≈ 1 / 706       | 000,142 %       | 01,45 %                   | 11,260                              |
| 10. Rang    | 3 Zahlen und 0 Sterne          | 000.445.500 / 139.838.160 ≈ 1 / 314       | 000,319 %       | 02,70 %                   | 9,320                               |
| 11. Rang    | 1 Zahl und 2 Sterne            | 000.744.975 / 139.838.160 ≈ 1 / 188       | 000,533 %       | 03,27 %                   | 6,750                               |
| 12. Rang    | 2 Zahlen und 1 Stern           | 002.838.000 / 139.838.160 ≈ 1 / 49        | 002,03 %        | 10,30 %                   | 5,580                               |
| 13. Rang    | 2 Zahlen und 0 Sterne          | 006.385.500 / 139.838.160 ≈ 1 / 22        | 004,57 %        | 16,59 %                   | 4,000                               |
| 1.–13. Rang | eine der Bedingungen erfüllt   | 010.778.691 / 139.838.160 ≈ 1 / 13        | 007,71 %        | 90,00 % / 82,00 %²        | 12,85 / 11,700²                     |
| Niete       | Bedingungen alle nicht erfüllt | 129.059.469 / 139.838.160 ≈ 12 / 13       | 092,2 %         | 00,0 %                    | 0,000                               |
| alle        | nichts                         | 139.838.160 / 139.838.160 = 1             | 100 %           | 90,00 % / 82,00 %²        | 0,99 / 0,900²                       |
²: Bei den Ziehungen 1 bis 5 eines Jackpot-Zyklus beträgt der Anteil der Gewinnklasse 1 50,00 % (Booster-Fonds 10,00 %). Bei weiteren Ziehungen des Jackpot-Zyklus (und bei Super-Jackpots sowie Jackpots mit minimal garantierten Gewinnsummen) beträgt der Anteil der Gewinnklasse 1 42,00 % (Booster-Fonds 18,00 %).

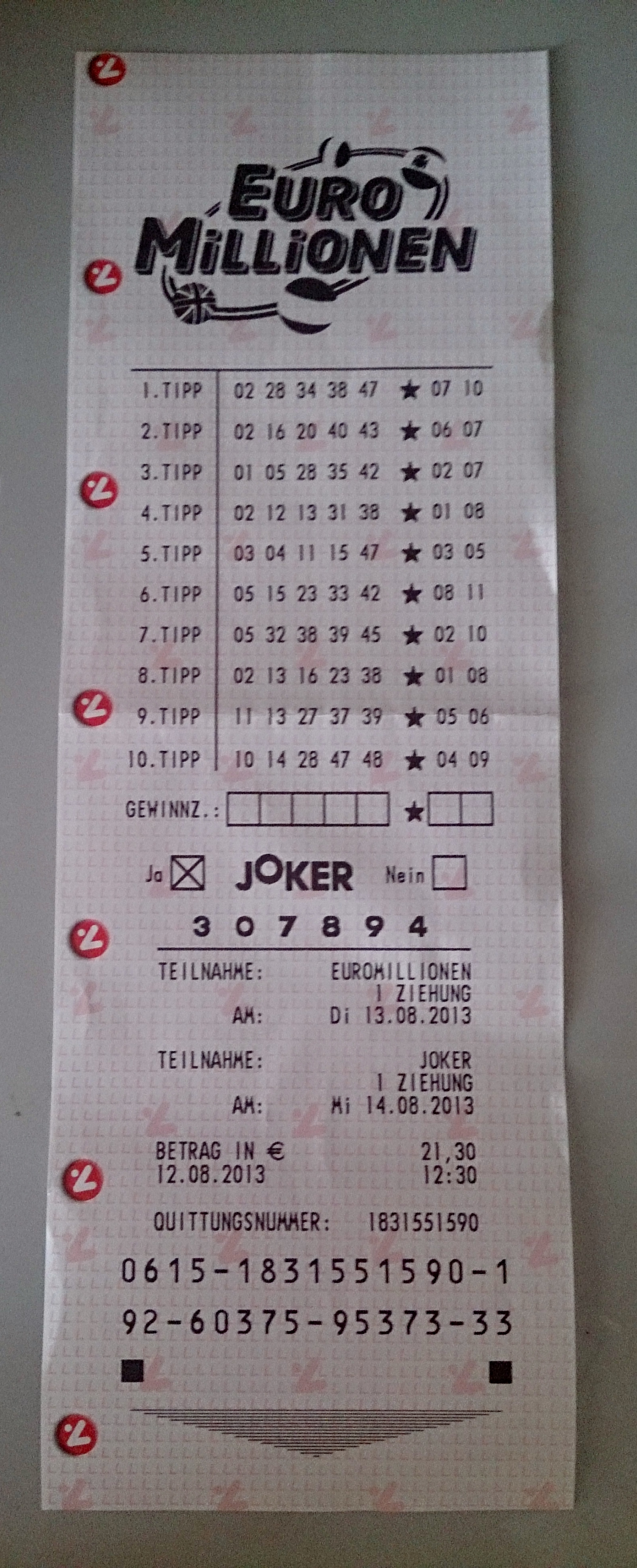
Quittung für Österreich mit JOKER-Teilnahme

Abhängig davon, ob die Ziehung am Anfang eines Jackpot-Zyklus ist (Zyklus 1 bis 5) oder schon weiter fortgeschritten ist (siehe Anmerkung zur Tabelle), werden 50 % bzw. 42 % der Einnahmen wieder ausgespielt. Bei einem Einsatz von 2,20 Euro beträgt der mittlere Einzelgewinn also 0,99 Euro bzw. 0,90 Euro. Die auf 1,10 Euro fehlenden Cent werden in den sogenannten Booster-Fonds einbezahlt. Dieser wird „nach freiem Ermessen der Gesellschaft“ verwendet, um gelegentlich Gewinnränge aufzudotieren oder Zusatzausspielungen durchzuführen. Insgesamt werden also 50 % der Einnahmen wieder ausgespielt, und man gewinnt pro Einsatz von 2,20 Euro im Durchschnitt 1,10 Euro.
Durch verschiedene Faktoren (die niedrige Gewinnwahrscheinlichkeit für „7 Richtige“, die große Anzahl Mitspieler, den relativ hohen Einsatz sowie die Art der Aufteilung auf die Gewinnklassen) entstehen schnell sehr hohe Jackpots: Garantiert wird ein Mindest-Jackpot von 17 Millionen Euro, dessen Anwachsen nunmehr auf 250 Millionen Euro begrenzt ist. Die Jackpot-Obergrenze wurde ab Februar 2020 auf zunächst 200 Millionen Euro erhöht. Sobald diese Abflussobergrenze von 200 Millionen Euro erreicht und der Jackpot gewonnen oder zwangsausgeschüttet wurde, wird die Abflussobergrenze für zukünftige Ziehungen in Schritten von 10 Millionen Euro erhöht, so dass er beim nächsten Mal 210 Millionen Euro erreichen wird usw. bis der neue Höchstwert von 250 Millionen Euro erreicht ist. Wird die jeweils geltende Abflussobergrenze erreicht und von keinem geknackt, so bleibt sie für die nächsten vier Ziehungen erhalten. Wird der Jackpot mit der Abflussobergrenze dann abermals nicht geknackt, so wird die Gewinnsumme in der fünften Ziehung dem nächstniedrigeren Gewinnrang derselben Runde zugeschlagen („Rolldown“).
- Die erste Rekordsumme von gut 115,4 Millionen Euro gewann die Irin Dolores McNamara am 29. Juli 2005.
- Am 3. Februar 2006 teilten sich drei Gewinner den Rekord-Jackpot von 183 Millionen Euro, nachdem der 1. Rang elf Ziehungen lang nicht besetzt war. Zwei Franzosen und ein Portugiese erhielten je 61.191.026 Euro.

Um den Jackpot nicht noch weiter ansteigen zu lassen, sahen die Spielregeln in der Zeit von 2006 bis 2009 vor, dass der Jackpot nach der zwölften Ziehung auf den nächsten besetzten Rang aufgeteilt wird. Dies geschah erstmals am 17. November 2006, nachdem sich rund 183 Millionen Euro im Jackpot angesammelt hatten. Die Summe wurde unter den Gewinnern des zweiten Ranges verteilt (es gab daher 20 Gewinner von je 9,6 Millionen Euro).
- Den bisher höchsten Jackpot mit 210 Millionen Euro (230,2 Millionen Franken) knackte am 26. Februar 2021 ein Schweizer. Direkt ausbezahlt werden ihm infolge der Verrechnungssteuer von 35 % jedoch vorerst lediglich 136,5 Millionen Euro. Versteuert er den Lotteriegewinn korrekt, erhält er den Restbetrag, muss aber entsprechend dem Gesamtgewinn Einkommenssteuer entrichten.
- Den zweithöchsten Jackpot mit 200 Millionen Euro knackte am 11. Dezember 2020 ein Franzose.
- Am 8. Oktober 2019 knackte Peter Wilson aus England einen Jackpot mit 190 Millionen Euro (170,2 Millionen Pfund).
- Einen ebenfalls mit 190 Millionen Euro gefüllten Jackpot knackte am 24. Oktober 2014 ein Portugiese, dem jedoch wegen der Glücksspielsteuer in Portugal von 20 % lediglich 152 Millionen Euro ausgezahlt wurden, und am 6. Oktober 2017 ein Spanier, dem jedoch wegen der Glücksspielsteuer in Spanien von 20 % ebenfalls lediglich 152 Millionen Euro ausgezahlt wurden.
- Am 10. August 2012 knackte das Ehepaar Bayford aus England einen Jackpot mit 190 Millionen Euro, jedoch kamen wegen der Schwäche des Euro „nur“ 148,6 Millionen Pfund zur Auszahlung.
- Den Jackpot mit 185 Millionen Euro (161,6 Millionen Pfund) knackte am 12. Juli 2011 das Ehepaar Weir aus Schottland.
- Einem Iren ist es am 19. Februar 2019 gelungen, einen mit rund 175,5 Millionen Euro gefüllten Jackpot zu knacken.
- Am 13. November 2012 knackte ein Franzose den Jackpot mit 169,8 Millionen Euro und bereits zuvor gelang dies einem Franzosen am 13. September 2011 bei einem mit rund 162,3 Millionen Euro gefüllten Jackpot. Am 1. September 2020 errang ein Ehepaar aus dem Elsass den Jackpot mit 157 Millionen Euro.
- Ein Belgier konnte am 11. Oktober 2016 den Jackpot mit 168 Millionen Euro gewinnen. Einem weiteren Belgier gelang es am 2. Juni 2017, den Jackpot von 153,9 Millionen Euro einzufahren.
- Am 2. Oktober 2018 konnte eine im Kanton Aargau wohnhafte Deutsche den Jackpot mit 162,4 Millionen Euro (183,9 Millionen Franken) knacken, jedoch wurden ihr wegen der Glücksspielsteuer in der Schweiz von 35 % lediglich 105,5 Millionen Euro ausgezahlt. Ein Schweizer aus dem Kanton Zürich gewann am 19. Dezember 2017 den Jackpot mit 135,3 Millionen Euro (157 Millionen Franken), von dem ihm wegen der Glücksspielsteuer in der Schweiz von 35 % lediglich 88 Millionen Euro ausgezahlt wurden.
- Am 7. Juli 2020 gelang es einer spanischen Tippgemeinschaft einen Gesamtgewinn von 145 Millionen Euro zu erzielen. Ein Spanier konnte am 13. Juni 2014 den Jackpot von rund 137,3 Millionen Euro einstreichen. Zuvor kam am 8. Mai 2009 eine Spanierin zu einem Einzelgewinn von 126,2 Millionen Euro. Den gesetzten Jackpot von 130 Millionen Euro gewann je ein Spanier am 7. Februar 2020 und am 25. September 2020.
- Je 138,7 Millionen Euro erzielte ein Spieler aus Großbritannien aus dem Jackpot (123 Millionen Pfund) am 11. Juni 2019 und zuvor aus dem Jackpot (121 Millionen Pfund) am 24. April 2018.
- Weitere Einzelgewinne wurden am 29. März 2013 in Höhe von 132,5 Millionen Euro an einen Franzosen, am 8. Oktober 2010 in Höhe von 129,8 Millionen Euro (113 Millionen Pfund) an eine englische Tippgemeinschaft, am 1. Januar 2019 in Höhe von 129,6 Millionen Euro (115 Millionen Pfund) an das nordirische Ehepaar Connolly, am 14. März 2014 in Höhe von 129,4 Millionen Euro (108 Millionen Pfund) an den Engländer Trotter, am 19. November 2019 in Höhe von 122,7 Millionen Euro (105 Millionen Pfund) an das englische Ehepaar Thomson, am 13. Mai 2011 in Höhe von 121 Millionen Euro an den Spanier Delgado Rodríguez und am 7. Oktober 2011 in Höhe von 117,7 Millionen Euro (101,2 Millionen Pfund) an den Engländer Dawes ausgeschüttet.

Alles in allem ist das Konzept von EuroMillionen vergleichbar mit dem deutschen „6 aus 49 plus Superzahl“ sowie insbesondere den US-amerikanischen Mehr-Staaten-Lotterien Powerball und Mega Millions: Der Trend geht offenbar zu immer niedrigeren Gewinnchancen auf immer höhere Jackpots und gleichzeitig zu vergleichsweise niedrigen Gewinnen in den weiteren Kategorien. Weiterhin die niedrigste Gewinnchance auf den Hauptpreis besteht jedoch beim italienischen SuperEnalotto mit seinem 6-aus-90-Prinzip (siehe oben).

### Eurojackpot in Europa
Eurojackpot ist eine länderübergreifende europäische Lotterie, die ein vergleichbares, kontrolliertes Angebot staatlicher Lotteriegesellschaften bietet wie die länderübergreifende Lotterie Euromillionen in Westeuropa. Zum Start beteiligten sich neben allen deutschen Landeslotteriegesellschaften außerdem die Gesellschaften Danske Spil A/S (Dänemark), Veikkaus Oy (Finnland), Sisal S.p.A. (Italien), De Lotto (Niederlande), Loterija Slovenije (Slowenien) und AS Eesti Loto (Estland) an der Lotterie. Die erste Ziehung erfolgte am 23. März 2012.
Beitritt weiterer Gesellschaften:
- 6. Juli 2012: Organización Nacional de Ciegos de España (ONCE, Spanien)
- 1. Februar 2013: Norsk Tipping AS (Norwegen), AB Svenska Spel (Schweden), Íslensk Getspá (Island), VAS Latvijas Loto (Lettland), UAB Olifėja (Litauen) und Hrvatska Lutrija d.o.o. (Kroatien)
- 10. Oktober 2014: SAZKA a.s. (Tschechien) und Szerencsejáték Zrt. (Ungarn)
- 9. Oktober 2015: TIPOS, národná lotériová spoločnosť, a. s. (Slowakei)
- 15. September 2017: Totalizator Sportowy Spółka z o.o. (Polen)

Getippt werden 5 Zahlen im Feld A von 1 bis 50 sowie im Feld B 2 Zahlen von 1 bis 10. Die Zahlen im Feld B heißen Eurozahlen. Jeder Tipp kostet 2,00 Euro zzgl. der Bearbeitungsgebühr. Die Hälfte der Spieleinsätze wird als Gewinne wieder an die Spielteilnehmer ausgeschüttet. Diese verteilt sich auf zwölf Gewinnklassen. Garantiert ist ein Mindestjackpot in Höhe von 10 Millionen Euro, der bis zu einer Höhe von 90 Millionen Euro anwachsen kann. Wird der Höchstbetrag von 90 Millionen Euro überschritten, fließt der Mehrbetrag in die niedrigere Gewinnklasse. Die Chance, bei der Lotterie Eurojackpot den Hauptgewinn (Klasse 1) zu erzielen, liegt seit dem 25. März 2022 bei 1:139 838 160. Die Gewinnzahlen werden wöchentlich am Freitagabend um 21 Uhr in Helsinki in Finnland gezogen.
- Den ersten Hauptgewinn in Höhe von 19.536.863,80 Euro gewann am 11. Mai 2012 eine Tippgemeinschaft aus Deutschland.[25]
- Der höchste in Deutschland erspielte Jackpot in Höhe von 90 Mio. Euro wurde am 14. Oktober 2016 von einem Spieler aus Baden-Württemberg gewonnen. Damit liegt dieser Gewinn gleich auf mit einem Jackpot Gewinner aus Tschechien der ebenfalls 90 Millionen am 15. Mai 2015 gewann.[26]

### EuroDreams
EuroDreams ist eine länderübergreifende europäische Lotterie. Im Gegensatz zu Euromillionen werden im ersten und zweiten Gewinnrang monatliche Ratenzahlungen über einen bestimmten Zeitraum angeboten. Im ersten Rang beträgt der Gewinn 20.000 Euro (in der Schweiz CHF 22.222) pro Monat für einen Zeitraum von 30 Jahren. Im zweiten Rang kann 2.000 Euro (CHF 2.222) pro Monat während 5 Jahren gewonnen werden.
Die Spielformel lautet „6 aus 40 plus 1 aus 5“. Ein Tipp kostet 2,50 Euro (in der Schweiz CHF 3).
Der Verkauf von EuroDreams startete am Montag, dem 30. Oktober 2023. Am 6. November 2023 fand die erste Ziehung statt, für die man in Spanien, Frankreich, Österreich, Belgien, Irland, Luxemburg, Portugal und der Schweiz Tipps abgeben konnte.
| Rang                                                                   | erforderlich                                                           | Wahrscheinlichkeit                                                     | in % (gerundet)                                                        | Anteil an der Gewinnsumme              | Anteil an der Gewinnsumme              | durchschnittlich erwarteter Einzelgewinn in Euro | durchschnittlich erwarteter Einzelgewinn in CHF |
| ---------------------------------------------------------------------- | ---------------------------------------------------------------------- | ---------------------------------------------------------------------- | ---------------------------------------------------------------------- | -------------------------------------- | -------------------------------------- | ------------------------------------------------ | ----------------------------------------------- |
| 01.                                                                    | 6 Zahlen und 1 Traumzahl                                               | 1 : 19.191.900                                                         | 00,00000521 %                                                          | Fixbetrag, bezahlt aus dem Reservetopf | Fixbetrag, bezahlt aus dem Reservetopf | Fixbetrag: monatlich 20.000 während 30 Jahren    | Fixbetrag: monatlich 22.222 während 30 Jahren   |
| 02.                                                                    | 6 Zahlen                                                               | 1 : 4.797.975                                                          | 00,0000208 %                                                           | Fixbetrag, bezahlt aus dem Reservetopf | Fixbetrag, bezahlt aus dem Reservetopf | Fixbetrag: monatlich 2.000 während 5 Jahren      | Fixbetrag: monatlich 2.222 während 5 Jahren     |
| 03.                                                                    | 5 Zahlen                                                               | 1 : 18.815,59                                                          | 00,00531 %                                                             | 54,97 %                                | 02,13 % von (54,97 % abzgl. Rang 6)    | 103,490                                          | 106                                             |
| 04.                                                                    | 4 Zahlen                                                               | 1 : 456,15                                                             | 00,219 %                                                               | 54,97 %                                | 034,24 % von (54,97 % abzgl. Rang 6)   | 40,480                                           | 60                                              |
| 05.                                                                    | 3 Zahlen                                                               | 1 : 32,07                                                              | 03,118 %                                                               | 54,97 %                                | 063,36 % von (54,97 % abzgl. Rang 6)   | 5,290                                            | 8                                               |
| 06.                                                                    | 2 Zahlen                                                               | 1 : 5,52                                                               | 18,115 %                                                               | 54,97 %                                | Fixbetrag 2,50 pro Gewinn              | Fixbetrag: 2,500                                 | Fixbetrag: 3                                    |
| Rang 1–6                                                               |                                                                        | 1 : 4,66                                                               | 21,45 %                                                                |                                        |                                        |                                                  |                                                 |
| Reservetopf (für Rang 1, 2, temporäre Reservenbildung und Promotionen) | Reservetopf (für Rang 1, 2, temporäre Reservenbildung und Promotionen) | Reservetopf (für Rang 1, 2, temporäre Reservenbildung und Promotionen) | Reservetopf (für Rang 1, 2, temporäre Reservenbildung und Promotionen) | 45,21 %                                | 45,21 %                                |                                                  |                                                 |

### Systemspiele
Bei einem Lottosystemspiel können mehr als die üblichen sechs Zahlen angekreuzt werden und damit viele Kombinationen auf einmal in Auftrag gegeben werden, etwa alle Möglichkeiten, mit sieben bestimmten Zahlen 6er-Kombinationen zu bilden. Die Zahl der möglichen Kombinationen bei einem Systemtipp kann mit dem Binomialkoeffizienten bestimmt werden, so werden bei einem Systemtipp „3 aus 5“, der alle 3er-Kombinationen aus fünf Zahlen abdeckt (5 über 3), also zehn verschiedene Dreierkombinationen getippt. Die erhöhte Gewinnchance geht mit höherem Einsatz einher, die Gewinnquote zu erhöhen ist damit nicht möglich.

### Gewinnausschüttungsquote im Vergleich zu anderen Glücksspielen
Alle denkbaren Lottoreihen des deutschen Lottos 6 aus 49 mit Superzahl auf einmal zu spielen (14 Millionen Tippmöglichkeiten × 10 Superzahlen) würde einen Einsatz von etwa 120 Millionen Euro erfordern. Zwar ließen sich auf diesem Weg neben einem Jackpot auch die meisten Ausschüttungen der anderen Gewinnklassen einnehmen, dennoch bliebe die Gewinnsumme nur in zweistelliger Millionenhöhe. Dass beim Lottospiel auf lange Sicht die Gewinnbilanz immer deutlich negativ ausfällt, resultiert aus der geringen Gewinnausschüttungsquote. Während beispielsweise beim Roulette die Verluste der Spieler pro Spiel im Durchschnitt etwa 2,7 % des Einsatzes betragen, sind es beim normalen deutschen Lotto 50 % (ohne Berücksichtigung der Bearbeitungsgebühr). In der Schweiz beträgt die Ausschüttungsquote 54,5 %.

## Anzahl der Tipp-Kombinationen
Mit Hilfe der Kombinatorik lässt sich die Anzahl der möglichen Zahlenkombinationen beim Lotto errechnen. Bei dem Spiel 6 aus 49 (Kombination ohne Wiederholung) kann man aus 49 Objekten 6 ohne Zurücklegen und ohne Beachtung der Reihenfolge auswählen. Dafür gibt es genau 49! / (6! · (49–6)!) = 13.983.816 Möglichkeiten. Im deutschen System mit „Superzahl“ wächst diese Zahl auf das Zehnfache, also 139.838.160.
| System                 | wo in Verwendung                                | Möglichkeiten  |
| ---------------------- | ----------------------------------------------- | -------------- |
| 5 aus 35               | Bulgarien, Lettland                             | 324.632        |
| 6 aus 30               | Litauen                                         | 593.775        |
| 6 aus 42               | Bulgarien                                       | 5.245.786      |
| 7 aus 34               | Norwegen                                        | 5.379.616      |
| 7 aus 35               | Schweden, Ungarn                                | 6.724.520      |
| 6 aus 45               | Österreich Belgien, Russland, Niederlande       | 8.145.060      |
| 7 aus 36               | Dänemark                                        | 8.347.680      |
| 6 aus 47               | Irland                                          | 10.737.573     |
| 6 aus 49               | Bulgarien, Griechenland, Spanien, Polen, Kanada | 13.983.816     |
| 7 aus 40               | Finnland                                        | 18.643.560     |
| 5 aus 49 plus 1 aus 10 | Frankreich                                      | 19.068.840     |
| 6 aus 40 plus 1 aus 5  | EuroDreams                                      | 19.191.900     |
| 6 aus 42 plus 1 aus 6  | Schweiz                                         | 31.474.716     |
| 5 aus 90               | Zahlenlotto 1–90, Österreich, Ungarn            | 43.949.268     |
| 6 aus 59               | Großbritannien, New York                        | 45.057.474     |
| 5 aus 50 plus 2 aus 8  | Eurojackpot (bis 3. Oktober 2014)               | 59.325.280     |
| 6 aus 48 plus 1 aus 5  | Vikinglotto                                     | 61.357.560     |
| 5 aus 50 plus 2 aus 9  | EuroMillionen (bis 6. Mai 2011)                 | 76.275.360     |
| 5 aus 50 plus 2 aus 10 | Eurojackpot (ab 10. Oktober 2014)               | 95.344.200     |
| 7 aus 50               | Kanada                                          | 99.884.400     |
| 5 aus 50 plus 2 aus 11 | EuroMillionen (ab 10. Mai 2011)                 | 116.531.800    |
| 5 aus 50 plus 2 aus 12 | EuroMillionen (ab 27. September 2016)           | 139.838.160    |
| 5 aus 50 plus 2 aus 12 | Eurojackpot (ab 25. März 2022)                  | 139.838.160    |
| 6 aus 49 plus 1 aus 10 | Deutschland                                     | 139.838.160    |
| 5 aus 69 plus 1 aus 26 | Powerball, USA                                  | 292.201.338    |
| 5 aus 70 plus 1 aus 25 | Mega Millions, USA                              | 302.575.350    |
| 6 aus 90               | SuperEnalotto (single pool), Italien; Türkei    | 622.614.630    |
| 6 aus 90 plus 1 aus 90 | SuperEnalotto (double pool), Italien            | 56.035.316.700 |

## Gewinnwahrscheinlichkeit

### Gewinnwahrscheinlichkeit für Lotto
Die Treffer-Wahrscheinlichkeit beim Lotto lässt sich über die hypergeometrische Verteilung ermitteln durch {\displaystyle P_{r}={\frac {{\tbinom {6}{r}}{\tbinom {N-6}{6-r}}}{\tbinom {N}{6}}},r\in \{0,\ldots ,6\}}:
| 6 aus 49 (N=49) | 6 aus 49 (N=49) | 6 aus 49 (N=49)             | 6 aus 45 (N=45) | 6 aus 45 (N=45) | 6 aus 45 (N=45)             |
| H49,6,6         | H49,6,6         | H49,6,6                     | H45,6,6         | H45,6,6         | H45,6,6                     |
| r               | Anzahl          | Wahrscheinlichkeit (P) in % | r               | Anzahl          | Wahrscheinlichkeit (P) in % |
| 0               | 6.096.454       | 43,596                      | 0               | 3.262.623       | 40,056                      |
| 1               | 5.775.588       | 41,302                      | 1               | 3.454.542       | 42,413                      |
| 2               | 1.851.150       | 13,238                      | 2               | 1.233.765       | 15,147                      |
| 3               | 246.820         | 1,7650                      | 3               | 182.780         | 2,2441                      |
| 4               | 13.545          | 0,096862                    | 4               | 11.115          | 0,13646                     |
| 5               | 258             | 0,0018450                   | 5               | 234             | 0,0028729                   |
| 6               | 1               | 0,0000071511                | 6               | 1               | 0,000012277                 |
| ∑               | 13.983.816      | 100,00                      | ∑               | 8.145.060       | 100,00                      |
| Erwartungswert  | Erwartungswert  | 0,735                       | Erwartungswert  | Erwartungswert  | 0,800                       |
| Streuung        | Streuung        | 0,578                       | Streuung        | Streuung        | 0,615                       |
|  |  |

Wer die Zahlen aufsummiert, ersieht aus der Tabelle, dass die Chance für eine Niete (0, 1 oder 2 Richtige von 6 Zahlen) beim österreichischen Lotto bei 97,6 % liegt, beim deutschen Lotto bei 98,1 %.
Der Erwartungswert entspricht der durchschnittlichen Anzahl richtig geratener Zahlen. Wer zum Beispiel bei 6 aus 49 in 100 Ziehungen spielt, kann mit etwa 73 richtig geratenen Zahlen insgesamt rechnen. (600 wären maximal möglich, bei hundertmal 6 Richtigen.) Dabei macht es keinen Unterschied, ob der abgegebene Tipp jedes Mal ein anderer oder immer derselbe ist.
Beim österreichischen Lotto erhält man häufiger eine richtige Zahl als keine, wie obige Tabelle zeigt (6 aus 45, H45,6,6). Dies gilt auch für das litauische Lotto (6 aus 30), bei dem sogar 2 Richtige noch häufiger auftreten als 0 Richtige.
Beim Lotto in Deutschland galt bis Mai 2013:
Die Gewinnmöglichkeiten mit Zusatzzahl waren jeweils Aufteilungen der Fälle von 5, 4 und 3 Richtigen: aus den 43 verbliebenen Zahlen wurde eine Zusatzzahl gezogen.
Dabei ergaben sich folgende Wahrscheinlichkeiten:
| Ergebnis                         | Anzahl     | Wahrscheinlichkeit (gerundet) | Ausschüttung | mittlerer Einzel- gewinn (Euro) |
| -------------------------------- | ---------- | ----------------------------- | ------------ | ------------------------------- |
| 0 Richtige ohne Zusatzzahl       | 5.245.786  | 037,513 %                     |              |                                 |
| 0 Richtige und Zusatzzahl        | 850.668    | 006,0832 %                    |              |                                 |
| 1 Richtige ohne Zusatzzahl       | 5.104.008  | 036,499 %                     |              |                                 |
| 1 Richtige und Zusatzzahl        | 671.580    | 004,8026 %                    |              |                                 |
| 2 Richtige ohne Zusatzzahl       | 1.678.950  | 012,006 %                     |              |                                 |
| 2 Richtige und Zusatzzahl        | 172.200    | 001,2314 %                    |              |                                 |
| 3 Richtige ohne Zusatzzahl       | 229.600    | 001,6419 %                    | 22,0 %       | 10,050                          |
| 3 Richtige und Zusatzzahl        | 17.220     | 000,12314 %                   | 04,0 %       | 24,360                          |
| 4 Richtige ohne Zusatzzahl       | 12.915     | 000,092357 %                  | 05,0 %       | 40,600                          |
| 4 Richtige und Zusatzzahl        | 630        | 000,0045052 %                 | 01,0 %       | 166,470                         |
| 5 Richtige ohne Zusatzzahl       | 252        | 000,0018021 %                 | 06,5 %       | 2.705,200                       |
| 5 Richtige und Zusatzzahl        | 6          | 000,000042907 %               | 02,5 %       | 43.699,430                      |
| 6 Richtige und Superzahl falsch  | 9⁄10       | 000,0000064360 %              | 04,0 %       | 466.127,200                     |
| 6 Richtige und Superzahl richtig | 1⁄10       | 000,00000071511 %             | 05,0 %       | 5.243.931,000                   |
| gesamt                           | 13.983.816 | 100,00 %                      | 50,0 %       | 0,375                           |
Erläuterung: Von den 246.820 Fällen mit 3 Richtigen stimmt auch die Zusatzzahl in 3/43 aller Fälle, in 40/43 aller Fälle nicht.
Die Formel, um die Wahrscheinlichkeit Pr,z für r Richtige samt z richtiger Zusatzzahlen (z {\displaystyle \in } {0, 1}) zu ermitteln, ist
{\displaystyle P_{r,z}={\frac {{\tbinom {6}{r}}{\tbinom {1}{z}}{\tbinom {49-6-1}{6-r-z}}}{\tbinom {49}{6}}}={\frac {{\tbinom {6}{r}}{\tbinom {42}{6-r-z}}}{\tbinom {49}{6}}}\ .}
Merkhilfe für die linke Formel: Unter dem Bruchstrich steht die Summe der Komponenten oberhalb des Bruchstriches. Diese Formel verwendet Binomialkoeffizienten. Da bei 6 aus 49 nur eine Zusatzzahl gezogen wird, ist der Term {\displaystyle {\tbinom {1}{z}}} stets gleich 1 und kann für die Berechnung weggelassen werden (rechte Formel). In dieser Formel unberücksichtigt ist die unabhängig gezogene Superzahl, die die Gewinnchance im Fall von 6 Richtigen auf 1/10 für Gewinnklasse I und 9/10 für Gewinnklasse II aufteilt. Alle übrigen Gewinnklassen bleiben hiervon unberührt.
Die Wahrscheinlichkeiten für r Richtige unter Berücksichtigung von z richtigen bzw. falschen Zusatzzahlen addieren sich zur Wahrscheinlichkeit ohne die Berücksichtigung einer Zusatzzahl, also {\displaystyle P_{r}=\sum _{z=0}^{1}P_{r,z}}, da gemäß den Rechenregeln für Binomialkoeffizienten der Zusammenhang {\displaystyle {\tbinom {43}{6-r}}={\tbinom {42}{6-r}}+{\tbinom {42}{5-r}}} gilt. Die Anzahl im Zähler ist also genau die Summe der Anzahlen mit richtiger und falscher Zusatzzahl (z. B. 4 Richtige = 630 + 12.915 = 13.545 Möglichkeiten).
Der Erwartungswert für die Gewinne in den einzelnen Gewinnklassen ist dabei unabhängig von der Anzahl der verkauften Lose, denn je höher die Zahl der Lose, desto häufiger ist jede Gewinnklasse im Schnitt vertreten und auf desto mehr Gewinner verteilt sich die Summe. Lediglich die Streuung der Gewinnhöhe (und damit z. B. die Höhe eines Jackpots) hängt von der Zahl der Tipps ab.
Die mathematische Wahrscheinlichkeit steht häufig im Widerspruch zur subjektiv wahrgenommenen Chance, siehe Einschätzen von Wahrscheinlichkeiten.

### Gewinnwahrscheinlichkeit für EuroMillionen
Anmerkung: Die folgende Aufstellung bezieht sich auf die Variante „5 aus 50 plus 2 aus 12“.
Würden vor einer Ziehung alle 139.838.160 möglichen Tipps abgegeben, ergäbe sich nach der Ziehung folgendes Bild.
| Ergebnis              | Anzahl      | Wahrscheinlichkeit (gerundet) | Ausschüttung      | mittlerer Einzel- gewinn (Euro) |
| --------------------- | ----------- | ----------------------------- | ----------------- | ------------------------------- |
| 0 Zahlen und 0 Sterne | 54.979.155  | 039,316 %                     |                   |                                 |
| 0 Zahlen und 1 Stern  | 24.435.180  | 017,474 %                     |                   |                                 |
| 0 Zahlen und 2 Sterne | 1.221.759   | 000,87369 %                   |                   |                                 |
| 1 Zahl und 0 Sterne   | 33.523.875  | 023,973 %                     |                   |                                 |
| 1 Zahl und 1 Stern    | 14.899.500  | 010,655 %                     |                   |                                 |
| 1 Zahl und 2 Sterne   | 744.975     | 000,53274 %                   | 2,475 %           | 10,220                          |
| 2 Zahlen und 0 Sterne | 6.385.500   | 004,5664 %                    | 9,125 %           | 4,400                           |
| 2 Zahlen und 1 Stern  | 2.838.000   | 002,0295 %                    | 7,425 %           | 8,050                           |
| 2 Zahlen und 2 Sterne | 141.900     | 000,10147 %                   | 0,875 %           | 18,970                          |
| 3 Zahlen und 0 Sterne | 445.500     | 000,31858 %                   | 1,750 %           | 12,080                          |
| 3 Zahlen und 1 Stern  | 198.000     | 000,14159 %                   | 0,925 %           | 14,370                          |
| 3 Zahlen und 2 Sterne | 9.900       | 000,007079613 %               | 0,335 %           | 104,100                         |
| 4 Zahlen und 0 Sterne | 10.125      | 000,0072405 %                 | 0,190 %           | 57,730                          |
| 4 Zahlen und 1 Stern  | 4.500       | 000,0032180 %                 | 0,240 %           | 164,080                         |
| 4 Zahlen und 2 Sterne | 225         | 000,00016090 %                | 0,225 %           | 3.076,440                       |
| 5 Zahlen und 0 Sterne | 45          | 000,000032180 %               | 0,460 %           | 31.448,050                      |
| 5 Zahlen und 1 Stern  | 20          | 000,000014302 %               | 1,975 %           | 303.798,400                     |
| 5 Zahlen und 2 Sterne | 1           | 000,00000071511 %             | 21,60 % / 13,50 % | 66.451.093,63 / 41.531.933,520  |
| gesamt                | 139.838.160 | 100,00 %                      | 47,60 % / 39,50 % | 0,914                           |
Die Wahrscheinlichkeit für eine Niete ist 92,292 %, das heißt, dass von 100 abgegebenen Tipps circa 8 Tipps in den Gewinnrängen liegen.
Die Formel, um die Wahrscheinlichkeit Pr,s für r Zahlen und s Sterne zu ermitteln, ist
{\displaystyle P_{r,s}={\frac {{\tbinom {5}{r}}{\tbinom {45}{5-r}}{\tbinom {2}{s}}{\tbinom {10}{2-s}}}{{\tbinom {50}{5}}{\tbinom {12}{2}}}}\ .}
Diese Formel verwendet Binomialkoeffizienten.

## Rekordgewinne

### Deutschland
Der erste Millionär im deutschen Lotto 6 aus 49 wurde am 2. September 1956 gekürt. Er gewann exakt 1.043.364,50 DM. Unter Berücksichtigung der Inflation entspricht der Betrag heute 3.100.114 Euro.

#### Höchste Gewinne (im Jackpot)
Nationales Lotto:
- Den mit 45.382.458 Euro größten Jackpot in der deutschen Lottogeschichte teilten sich am 5. Dezember 2007 drei Spieler aus Schleswig-Holstein, Nordrhein-Westfalen und Thüringen. Alle drei hatten die richtigen Gewinnzahlen 9, 10, 24, 28, 39, 42 getippt und die passende Superzahl 3 und erhielten jeweils rund 15 Mio. Euro.
- Den mit 42.583.626 Euro höchsten Einzelgewinn erzielte am 10. Oktober 2020 eine Spielerin aus Baden-Württemberg.
- Den mit 37.688.291,80 Euro zweithöchsten Einzelgewinn erzielte am 7. Oktober 2006 ein Spieler aus Nordrhein-Westfalen.[35]
- Der dritthöchste Einzelgewinn wurde in der unten beschriebenen Zwangsausschüttung ausgespielt.
- Der vierthöchste Einzelgewinn betrug 33,8 Millionen und wurde am 8. Juli 2015 nach Berlin ausgespielt.
- Der höchste Gewinn für 6 Richtige ohne Superzahl erfolgte am 14. Mai 2016 durch die Regelung der Zwangsausschüttung mit 37.050.634,80 Euro. Ein Spieler aus Nordrhein-Westfalen erzielte damit auch den damals zweithöchsten (mit Stand 2020 den dritthöchsten) Einzelgewinn.[8]
- Der zweithöchste Gewinn für 6 Richtige ohne Superzahl (aber ebenfalls durch die Regelung der Zwangsausschüttung) wurde am 14. September 2016 erreicht. Er betrug 32.759.747,40 Euro.
- Der dritthöchste Gewinn für 6 Richtige ohne Superzahl (Zwangsausschüttung) wurde am 29. Juni 2019 erreicht. Er betrug 31.482.812,60 Euro Millionen Euro.[36]
- Der höchste Gewinn für 6 Richtige ohne Superzahl vor 2009 wurde am 4. Dezember 1999 erreicht. Er betrug umgerechnet 4,1 Millionen Euro. Dies war keine Jackpot-Ausschüttung.[37]

#### Niedrigste Gewinne (im Jackpot)
Nationales Lotto:
- Der niedrigste Gewinn in der Gewinnklasse 1 (7 Richtige bei „7 aus 38“) wurde am 25. April 1984 von 69 Gewinnern mit den Zahlen 1, 3, 5, 6, 9, 12, 25 erlangt. Er betrug 16.907,00 DM (8.644,41 Euro).
- Die höchste Anzahl der Gewinner für 6 Richtige waren 222 Gewinner am 23. Januar 1988 mit einem Gewinn von 84.803,90 DM (umgerechnet 43.359,55 Euro) – alle hatten die beiden Drillinge 24, 25, 26 und 30, 31, 32 getippt.[38]
- 6 Zahlen in der Anordnung eines U kreuzten am 4. Oktober 1997 124 Mitspieler an. Sie gewannen mit den Zahlen 9, 13, 23, 27, 38 und 40 je 53.982 DM.
- Die Gewinnzahlen der niederländischen Lotterie aus der Vorwoche übernahmen am 18. Juni 1977 205 Spielteilnehmer. Für die 6 richtigen Zahlen gab es 30.737,80 DM.
- Am 10. April 1999 wurden die Zahlen 2, 3, 4, 5, 6 und 26 gezogen. In der Folge gewannen 38.008 Spieler mit 5 richtigen Zahlen jeweils 379,90 DM.
- Der niedrigste Gewinn in der Gewinnklasse 3 (5 Richtige mit Zusatzzahl) beim Lotto 6 aus 49 wurde am 15. Februar 2003 von 25.141 Gewinnern erlangt. Da es nur 9436 Fünfer gab, mussten beide Ränge zusammengelegt werden. Die Quote betrug jeweils 201,30 Euro. Fünf der Gewinnzahlen und die Zusatzzahl bildeten auf dem Spielschein eine durchgehende Linie von rechts oben nach links unten. Die Gewinnreihe war 4, 6, 12, 18, 24, 30, Zusatzzahl 36.

| 1  | 2  | 3  | 4  | 5  | 6  | 7  |
| 8  | 9  | 10 | 11 | 12 | 13 | 14 |
| 15 | 16 | 17 | 18 | 19 | 20 | 21 |
| 22 | 23 | 24 | 25 | 26 | 27 | 28 |
| 29 | 30 | 31 | 32 | 33 | 34 | 35 |
| 36 | 37 | 38 | 39 | 40 | 41 | 42 |
| 43 | 44 | 45 | 46 | 47 | 48 | 49 |

| 1  | 2  | 3  | 4  | 5  | 6  | 7  |
| 8  | 9  | 10 | 11 | 12 | 13 | 14 |
| 15 | 16 | 17 | 18 | 19 | 20 | 21 |
| 22 | 23 | 24 | 25 | 26 | 27 | 28 |
| 29 | 30 | 31 | 32 | 33 | 34 | 35 |
| 36 | 37 | 38 | 39 | 40 | 41 | 42 |
| 43 | 44 | 45 | 46 | 47 | 48 | 49 |

| 1  | 2  | 3  | 4  | 5  | 6  | 7  |
| 8  | 9  | 10 | 11 | 12 | 13 | 14 |
| 15 | 16 | 17 | 18 | 19 | 20 | 21 |
| 22 | 23 | 24 | 25 | 26 | 27 | 28 |
| 29 | 30 | 31 | 32 | 33 | 34 | 35 |
| 36 | 37 | 38 | 39 | 40 | 41 | 42 |
| 43 | 44 | 45 | 46 | 47 | 48 | 49 |

| 1  | 2  | 3  | 4  | 5  | 6  | 7  |
| 8  | 9  | 10 | 11 | 12 | 13 | 14 |
| 15 | 16 | 17 | 18 | 19 | 20 | 21 |
| 22 | 23 | 24 | 25 | 26 | 27 | 28 |
| 29 | 30 | 31 | 32 | 33 | 34 | 35 |
| 36 | 37 | 38 | 39 | 40 | 41 | 42 |
| 43 | 44 | 45 | 46 | 47 | 48 | 49 |

### Schweiz
- Am 17. Dezember 2016 wurde der grösste Jackpot des Schweizer Zahlenlottos – rund 70 Millionen Franken – geknackt, wobei die Summe sich auf drei Gewinner verteilte.
- Der grösste Einzelgewinn waren 48,6 Millionen Franken am 23. August 2014. Der zweitgrößte Gewinn wurde im Mai 2020 erzielt (45 Millionen Franken). Den drittgrößten gab es im März 2010 (35,8 Millionen Franken), den viertgrössten (34,5 Millionen) im November 2013.[39] Swisslos führt auf ihrer Website eine Liste der zehn höchsten Lottogewinne aller Zeiten; alle wurden seit 2009 realisiert.[40]
- Am 28. April 1979 wurde Werner Bruni der erste Lottomillionär der Schweiz. Sein Leben mit „Aufstieg und Fall“ ist Gegenstand einer im Jahr 2010 erschienenen Biografie.[41][42]
- Den höchsten Gewinn bei der Lotterie EuroMillions erzielte am 2. Oktober 2018 eine Aargauerin mit 183 Millionen Franken[43]. Den zweithöchsten Gewinn erreichte am 23. August 2013 ein im Wallis abgegebener Tippschein mit 115,5 Millionen Franken.[44]

### Österreich

#### Höchste Gewinne
- Beim österreichischen Lotto gab es den bisher höchste Einzelgewinn am 2. November 2018 in Höhe von 14.926.157,30 Euro.
- Der zweitgrößte Einzelgewinn wurde am 12. August 2015 in Höhe von 9.643.151,70 Euro erzielt.[45]
- Der drittgrößte Einzelgewinn kam am 15. August 2012 in Höhe von 9.437.932,50 Euro zustande.
- Am 9. Juni 2013 wurde der bisher viertgrößte Einzelgewinn in Höhe von 9.231.788,80 Euro und am 27. Dezember 2020 der bisher fünftgrößte Einzelgewinn in Höhe von 9.165.954,00 Euro erzielt.[46]

Jackpot
- Der erste Sechsfach-Jackpot wurde am Heiligabend 2017 ausgespielt. Dieser wurde von einem Waldviertler und einem Obersteirer jeweils per Quicktipp geknackt. Die sechs Richtigen hierbei waren 7, 8, 14, 33, 38 und 40. Durch diese Zahlen erzielten die beiden Gewinner jeweils eine Summe in Höhe von 6.118.478,40 Euro.[47]
- Der erste österreichische Fünffach-Jackpot wurde am 28. Mai 2008 von zwei Personen, die die Zahlen 14, 30, 32, 39, 40 und 42 getippt hatten, geknackt. Beiden Gewinnern wurde jeweils eine Summe in Höhe von 4.918.840,20 Euro ausbezahlt. Der zweite Fünffach-Jackpot der Lotto-Geschichte ist am 23. Oktober 2011 von zwei Damen mit den sechs Richtigen (2, 18, 27, 28, 37 und 38) geknackt worden und brachte ihnen jeweils eine Gewinnsumme von 5.507.164,10 Euro ein.[48]

Bei der europäischen Lotterie EuroMillionen gewann am 28. April 2006 erstmals ein in Österreich abgegebener Wettschein bei „5 plus 2 Richtige“ im ersten Rang. Die Besonderheit dabei war, dass auf dem in Wien gespielten Schein die richtigen Zahlen gleich zwei Mal vertreten waren (Gesamtgewinn 13 Mio. Euro).
Den höchsten Gewinn bei der Lotterie EuroMillionen erzielte am 16. Mai 2008 ein in Kärnten abgegebener Tippschein mit 55,6 Millionen Euro.

#### Niedrigste Gewinne
Bei der Ziehung vom 21. Mai 1989 wurden 23 Sechser erzielt. Grund für die außerordentliche Häufigkeit dieses Gewinnranges war das linienförmige Muster (linke Darstellung), das die Gewinnzahlen 2, 14, 16, 26, 28 und 40 bildeten. Die Zusatzzahl war die 12.
Die rechte Darstellung zeigt die Gewinnzahlen vom 25. Januar 1998 mit exakt 6.110 Fünfern. Dem einzelnen Gewinner blieben lediglich 86,89 Euro. Auch hier war ein Muster (Diagonale) Grund für die vielen Gewinne. Die Gewinnzahlen waren in diesem Fall 1, 15, 22, 29, 36 und 41 (Zusatzzahl: 10).
| 1  | 2  | 3  | 4  | 5  | 6  |
| 7  | 8  | 9  | 10 | 11 | 12 |
| 13 | 14 | 15 | 16 | 17 | 18 |
| 19 | 20 | 21 | 22 | 23 | 24 |
| 25 | 26 | 27 | 28 | 29 | 30 |
| 31 | 32 | 33 | 34 | 35 | 36 |
| 37 | 38 | 39 | 40 | 41 | 42 |
| 43 | 44 | 45 |    |    |    |

| 1  | 2  | 3  | 4  | 5  | 6  |
| 7  | 8  | 9  | 10 | 11 | 12 |
| 13 | 14 | 15 | 16 | 17 | 18 |
| 19 | 20 | 21 | 22 | 23 | 24 |
| 25 | 26 | 27 | 28 | 29 | 30 |
| 31 | 32 | 33 | 34 | 35 | 36 |
| 37 | 38 | 39 | 40 | 41 | 42 |
| 43 | 44 | 45 |    |    |    |

### Europa und USA
- Am 10. August 2012 wurde der höchste in Europa ausgespielte Jackpot von 190 Millionen Euro (148,6 Millionen Pfund) bei der Mehrländerlotterie EuroMillionen von einem britischen Ehepaar geknackt. Aufgrund des schwachen Eurokurses, der die Basis für die Währungsumrechnung ist, gilt in Großbritannien vorgenannter Gewinn nur als der zweithöchste.
- Bereits am 12. Juli 2011 gelang es ebenfalls einem britischen Ehepaar den bis zu diesem Zeitpunkt höchsten in Europa ausgespielte Jackpot von 185 Millionen Euro (161,6 Millionen Pfund) bei EuroMillionen zu knacken. Der Umrechnungskurs am 12. Juli 2011 in US-Dollar ergibt einen Betrag von 258,5 Millionen US-Dollar. Es ist daher der zweithöchste Nettoeinzelgewinn weltweit, da der Gewinn in Großbritannien keiner Steuer unterliegt, wohingegen Lottogewinne in den USA besteuert werden.
- In Italien wurde Ende Oktober 2010 der in Europa höchste ausgespielte Jackpot eines Einzelstaates von über 178 Mio. Euro bei der Lotterie SuperEnalotto von 70 Lottospielern geknackt. Alle 70 männlichen Gewinner hatten ihre Lose nach einem Spielsystem bei einem Einsatz von jeweils 24 Euro gekauft und gewannen pro Kopf umgerechnet „nur“ 2,538 Mio. Euro. Bereits im August 2009 erzielte ein Einzelgewinner mit 146,9 Mio. Euro den zweithöchsten Gewinn in der Geschichte Italiens und den fünfthöchsten Gewinn in der Geschichte der europäischen Lotterien.
- In Portugal erzielte am 24. Oktober 2014 ein Einzelgewinner den Höchstgewinn von 190 Mio. Euro bei der Mehrländerlotterie EuroMillionen, jedoch wurden ihm wegen der im Jahre 2013 eingeführten Glücksspielsteuer von 20 % lediglich 152 Mio. Euro ausgezahlt.
- In Frankreich erzielte im September 2011 ein Einzelgewinner mit 162,3 Mio. Euro den fünfthöchsten Gewinn in der Geschichte der europäischen Lotterien.
- Der bisher weltweit höchste Jackpot wurde am 13. Januar 2016 mit rund 1.586.400.000 US$ (mehr als 1,5 Mrd. US-Dollar) bei einem jährlichen Auszahlungsmodus über den Zeitraum von 29 Jahren – oder rund 983 Mio. US$ per Einmalausschüttung – in der US Powerball Lotterie ausgespielt. Die richtige Zahlenkombination hatten drei Spieler aus Kalifornien, Florida und Tennessee angekreuzt.
- Weitere Höchstgewinne waren 656 Millionen US-Dollar (verteilt auf 26 Jahre; bei sofortiger Auszahlung 474 Mio.) am 30. März 2012 bei der Lotterie Mega Millions ausgespielt, nachdem 18 vorhergehende Ziehungen in Folge ohne Hauptgewinn geblieben waren. Er wurde von drei Spielern geknackt.[50]
- Den vorigen Weltrekord-Jackpot von 390 Mio. Dollar hatten im März 2007 zwei Spieler ebenfalls bei Mega Millions gewonnen. Den bisher weltweit höchsten Einzelgewinn mit 590,5 Mio. US-Dollar bei der Lotterie Powerball erzielte am 18. Mai 2013 eine 84 Jahre alte Amerikanerin. Zuvor hatten zwei Spieler ebenfalls bei Powerball einen Jackpot mit 587,5 Mio. US-Dollar geknackt. Da alle Gewinner nicht die Rentenzahlungsoption, sondern die Auszahlungsoption gewählt haben, kamen im ersten Fall nach Abzug von Steuern 331,5 Mio. Dollar, im zweiten Fall 155,4 Mio. Dollar, im dritten Fall 278 Mio. Dollar und im vierten Fall 277 Mio. Dollar zur Auszahlung.

## Verwendung der Einnahmen

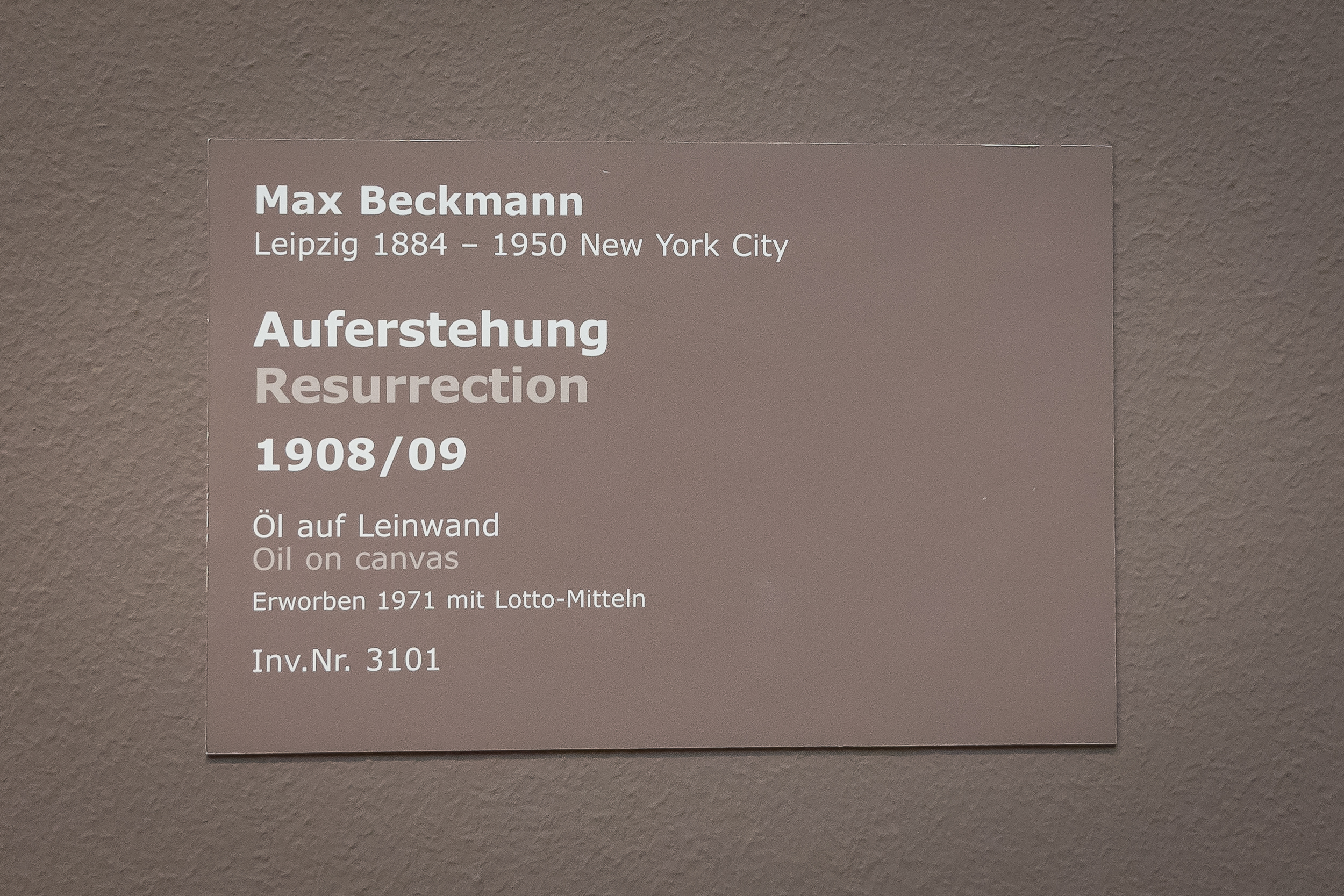
Bildbeschriftung des Gemäldes „Auferstehung“ von Max Beckmann, mit einem Hinweis auf den Erwerb mit Lotto-Mitteln

In Deutschland betrugen die Spieleinsätze 2013 rund sieben Milliarden Euro pro Jahr. Sie werden wie folgt verwendet:
- Die Hälfte der Einnahmen werden an alle Gewinner ausgezahlt (Totalisatorprinzip), das heißt die Ausschüttungsquote beträgt 50 %. Es ist dieser Betrag, auf den die Spieler spekulieren.
- 23 % werden vom Fiskus als Konzessionsabgabe bzw. Zweckerträge zweckgebunden vereinnahmt, das heißt dieser Betrag muss vom Staat wieder für gesetzlich festgelegte Zwecke ausgegeben werden, wie beispielsweise Sportförderung, Kunstankäufe, Umwelt oder Jugendprojekte.
- 16,7 % gehen als Lotteriesteuer in den allgemeinen Länderetat.
- 7,5 % werden an die Annahmestellen (Pächter) als Provision bezahlt.
- Für die Verwaltung und als Einnahme für die Lottogesellschaften werden 2,8 % einbehalten.

Werden also etwa für 10.000 Euro Lottoscheine verkauft, bleiben in der Annahmestelle 750 Euro, beim Finanzministerium 1.670 Euro. 5.000 Euro davon werden auf die verschiedenen Gewinnklassen (siehe oben) verteilt. Die prozentuale Verteilung erfolgt je nach Gewinnklasse unterschiedlich. Innerhalb der einzelnen Gewinnklassen jedoch erfolgt die Verteilung der Gewinnsumme gleichmäßig auf die Anzahl der Gewinne.
In der Schweiz geht ein großer Teil des Lotterie-Reingewinns an die sogenannten Lotteriefonds der Kantone.

## Gewinnausschüttung
Der Auslosungsvorgang wird häufig mit optisch transparenten Maschinen in staatsnahen Fernsehprogrammen live gezeigt und auch via Radio und Zeitungen publiziert. Spieler müssen die Durchschläge der abgegebenen Tipps aufbewahren und auf Übereinstimmung mit den gezogenen Zahlen vergleichen. Die Lotto-Glückspielbetreiber ermitteln die Anzahl der Gewinner und die Höhe der Gewinne.

## Beeinflussung der Gewinnchance

### Statistik
Statistiken, die zeigen, seit wie vielen Ziehungen eine Zahl nicht gezogen wurde, führen bei vielen Menschen zur Schlussfolgerung, die Gewinnchance ließe sich durch eine bestimmte Zahlenauswahl beeinflussen. Da der Zufall aber kein Gedächtnis hat, ist dies nicht möglich.
Beispielsweise wurde bis zum deutschen Rekordjackpot (7. Oktober 2006) die Zahl 49 im Samstagslotto insgesamt 371-mal gezogen und damit 1,4-mal so oft wie die Zahl 13, die nur 262-mal gezogen wurde. Wer in den vergangenen Jahrzehnten die 13 mied und die 49 favorisierte, hätte tatsächlich zumindest einen kleineren Verlust erzielt als üblich. Es wäre jedoch ein Denkfehler, künftig die 13 zu meiden, da sie bislang seltener gezogen wurde, oder sie zu favorisieren, da sie vermeintlichen Nachholbedarf hätte, denn jede Ziehung ist statistisch betrachtet unabhängig von den vorhergehenden.
Ziehungsstatistiken im Lotto haben lediglich einen rückblickend informativen Charakter; sie sind insofern wertlos, als sich aus ihnen keine Handlungsempfehlung für die Zukunft ableiten lässt. Allerdings gelten diese Aussagen nur für eine tatsächlich völlig zufällige Ziehung. Siehe hierzu auch den Hauptartikel Spielerfehlschluss.

### Strategie
Zwar ist die Wahrscheinlichkeit eines Gewinns nicht beeinflussbar, die Höhe des Gewinns aber schon; denn die Zahlen werden zwar zufällig gezogen, nicht aber zufällig angekreuzt. Indem man andere Zahlen als die Masse tippt, kann man im Gewinnfall höhere Beträge gewinnen.
Strategien, um die Gewinnsumme zu erhöhen:
- Meiden der Glückszahlen 7 und 3, der zentralen Zahl 25, der Zahlen 19 und 20 (Teil des Geburtsjahres) sowie der 9
- Meiden von grafischen Zahlenmustern oder ganzen Reihen direkt nebeneinander liegender Zahlen
- Bevorzugen der selten getippten Zahlen am linken, rechten und unteren Rand mit Ausnahme der Glückszahl 7[53]

Zwar sind alle Gewinnzahlen gleich wahrscheinlich, da aber viele Menschen aus Bequemlichkeit oder Aberglaube auf bestimmte Zahlen, etwa den eigenen Geburtstag setzen, teilt sich die Gewinnsumme bei deren Ziehung oft auf mehr Gewinner auf und der Betrag jedes Einzelgewinns fällt dann deutlich niedriger aus. So gab es in Deutschland nur umgerechnet 8.000 Euro für 6 Richtige im Jahr 1984 und weniger als 200 Euro für 5 Richtige bei der 1999 gezogenen Zahlenreihe 2, 3, 4, 5, 6 – rund 38.000 Tipper hatten diese 5 Zahlen angekreuzt.
Das Meiden häufig getippter Zahlen bei gleichzeitigem Bevorzugen selten getippter Zahlenkombinationen ist die einzige Möglichkeit, beim Lottospiel den Erwartungswert des Gewinns zu erhöhen.

## Ziehung und Bekanntgabe der Gewinnzahlen in Deutschland
Die Gewinnzahlen des Deutschen Lottoblocks werden unter Aufsicht eines juristischen Beamten eines Finanz- oder Innenministeriums gezogen, je nachdem, welches Ministerium eines Bundeslandes die Fachaufsicht über die Lotterieverwaltung führt. Die Aufsichtsbeamten werden im Rotationsprinzip von allen 16 Bundesländern für die Auslosungen entsandt. Während der Ziehung sind zudem eine Ziehungsassistentin („Lottofee“) und ein Ziehungsleiter vor Ort.
Von 1965 bis 2013 wurde die Ziehung am Samstag durch den Hessischen Rundfunk (hr) als Zulieferung für das Gemeinschaftsprogramm Das Erste gesendet; somit wurden die Gewinnzahlen bundesweit live im Fernsehen bekanntgegeben. Zuletzt wurde die Sendung Ziehung der Lottozahlen im Main Tower in Frankfurt am Main produziert.
Das ZDF sendete von 1982 bis 2013 live aus dem Sendezentrum in Mainz-Lerchenberg die Ziehung am Mittwoch.
Seit dem 3. Juli 2013 werden beide Ziehungen vom Deutschen Lotto- und Totoblock live im Internet ausgestrahlt. Gezogen werden die Zahlen beim Saarländischen Rundfunk (SR) in Saarbrücken. Moderiert werden die Live-Ziehungen im Wechsel von Chris Fleischhauer und Miriam Hannah. Damit moderiert zum ersten Mal in der Geschichte des deutschen Lottos ein Mann die Ziehung der Lottozahlen. Als Vertretung fungieren Celina Fries und Patrick Klötzer. Bis Juni 2017 war Nina Azizi an Hannahs Stelle im Einsatz. Die Gewinnzahlen werden jedoch weiterhin zu einer festen Sendezeit im Ersten und im ZDF bekanntgegeben. Die Live-Ziehung brachte dem öffentlich-rechtlichen Fernsehen konstant Einschaltquoten im siebenstelligen Bereich. Die erste Samstagsziehung im Internet hingegen hatte nur 12.000 und die darauffolgende Mittwochsziehung nur 10.000 Zuschauer.
In früheren Jahren vor Einführung der Liveübertragung wurden die Zahlen aufgezeichnet und zeitversetzt gesendet. Die Ziehung wird seit den 1970er Jahren automatisch mit Hilfe einer transparenten Trommel durchgeführt, in der sich normale Tischtennisbälle mit auflackierten durchnummerierten schwarzen Zahlen befinden;
zuvor dienten Lose zur Gewinnzahlenermittlung. Elvira Hahn war am 9. Oktober 1955 (als Zwölfjährige) in Hamburg die erste Lottofee der Geschichte, damals zwar in einer öffentlichen Veranstaltung, aber nicht im Fernsehen zu sehen.

## Besteuerung von Gewinnen

### Deutschland
In der deutschen Einkommensteuer sind die Spielgewinne keiner Einkunftsart zugeordnet, insbesondere fallen diese nicht unter den Auffangtatbestand des § 22 Nr. 3 S. 1 EStG. Die volksmundliche Behauptung, Spielgewinne seien „steuerfrei“, ist steuerrechtlich nicht korrekt: Denn steuerfrei können nur Einkünfte sein, die einer Einkunftsart (§ 2 Abs. 1 Nr. 1 bis 7 EStG) zugeordnet sind. Vielmehr sind Spielgewinne in Deutschland „nicht steuerbar“. Dieser steuertheoretische Unterschied hat jedoch kaum praktische Relevanz. Mit dem gewonnenen Kapital später erzielte Einkünfte wie zum Beispiel Zinsen sind jedoch dann als Einkünfte steuerpflichtig.

### Österreich
In Österreich sind Lottogewinne nicht Teil des Einkommens und daher nicht steuerpflichtig.

### Schweiz
In der Schweiz wird automatisch die Verrechnungssteuer auf Lottogewinne aus nach dem Bundesgesetz über Geldspiele zugelassene Grossspiele über 1'000'000 Schweizer Franken abgeführt, die 35 % beträgt. Bis zu diesem Betrag sind Lottogewinne auch einkommensteuerfrei.
Laut Swisslos wird nur der die Million übersteigende Betrag versteuert. Die Verrechnungssteuer auf Zinsen, Wertschrifterträge und auch Lottogewinne wird vom Steueramt mit der Steuerschuld verrechnet, wenn diese in der Steuererklärung angegeben wird. Jedenfalls die meisten Schweizer Kantone sowie der Bund betrachten Lottogewinne über 1'000'000 Schweizer Franken aus nach dem Bundesgesetz über Geldspiele zugelassenen Grossspielen als Einkommen, und deshalb können bei  Millionengewinnen Einkommenssteuern fällig werden, die den bereits abgeführten Verrechnungssteuerbetrag übersteigen. Der Steuerfreibetrag wurde mit Wirkung ab 1. Januar 2019 für nach dem Bundesgesetz über Geldspiele zugelassene Grossspiele von 1'000 auf 1'000'000 Franken angehoben. Einige Kantone erheben (jedenfalls vor 2019) eine eigene Steuer auf Lotteriegewinne, dafür keine Einkommenssteuer.
Der Verrechnungssteuer unterliegen (jedenfalls vor 2019) auch Lottospieler des Schweizer Lottos, die ihren Wohnsitz nicht in der Schweiz haben. Für sie besteht auch keine Möglichkeit, diese Verrechnungssteuer durch Deklaration im Heimatland erstattet oder angerechnet zu bekommen. Artikel 2 des Doppelbesteuerungsabkommens zwischen der Schweiz und Deutschland schließt dies explizit aus.
Die Steuern werden jeweils am Wohnsitz des Gewinners zum Zeitpunkt des 31. Dezember erhoben, was einen Wohnsitzwechsel nach einem Gewinn in eine steuergünstigere Gemeinde ermöglicht. Eine Motion von SP-Ständerat Roberto Zanetti will nun aber erreichen, dass die Steuer am Wohnort zum Zeitpunkts des Gewinns erhoben wird.

### Niederlande
In den Niederlanden beträgt die Glücksspielsteuer (kansspelbelasting) 29 % auf Lottogewinne von mehr als 454 Euro. Bis zum 31. Dezember 2005 lag der Steuersatz bei 25 %. Die Lottogesellschaft hat die Glücksspielsteuer direkt abzuführen, wodurch der ausgezahlte Gewinn entsprechend gemindert wird.

## Trivia
- Am 9. Oktober 1955 wurde die 13 als erste Zahl im deutschen Lotto gezogen. Die weiteren Zahlen – sie wurden abwechselnd von zwei Waisenmädchen gezogen – lauteten 41, 3, 23, 12 und 16. Insgesamt ist die 13 jedoch die am seltensten gezogene Zahl.
- Seit 2004 boten auch private Unternehmen Lotteriespiele im Internet an. Einige dieser Lotterien waren für die Spieler kostenlos, denn sie finanzierten sich über Werbung. Die Gewinne waren nicht über Wetteinsätze, sondern über Sponsorengelder und eine Finanzversicherung gedeckt. Deshalb galt diese Variante nicht als Glücksspiel, sondern als Gewinnspiel.
- In Deutschland spielen 53 % der Bundesbürger zumindest gelegentlich Lotto oder Toto.[67]
- In Israel wurden 2010 am 21. September und acht Ziehungen später, am 16. Oktober, dieselben sechs Zahlen gezogen: 13, 14, 26, 32, 33 und 36. Nur die Zusatzzahlen waren unterschiedlich.[68] Die Wahrscheinlichkeit für solch eine Wiederholung beim israelischen Lotto 6 aus 37 beträgt 1:291.000.[69]
- Es ist nicht unüblich, dass Gewinner anonym bleiben wollen. In China kommt es immer wieder zu Pressefotos, bei denen Gewinner in Kostümen einen symbolischen Scheck entgegennehmen.[70]

## Spielgemeinschaften
Spielgemeinschaften organisieren gemeinsame Lotto-Spielscheine nach bestimmten Systemen. Dabei spielen mehrere Mitspieler einen gemeinsamen Lottoschein und teilen gegebenenfalls den Gewinn. Neben rein privat organisierten Tippgemeinschaften gibt es auch diverse kommerzielle Anbieter, die die Teilnahme an Spielgemeinschaften in größerem Maßstab gegen Entgelt ermöglichen.

## Teilnehmerzahlen und Umsätze
Marktdaten wie Teilnehmerzahlen und Umsatzentwicklung von Lotterien in Deutschland werden unter anderem von der Bundeszentrale für gesundheitliche Aufklärung, sowie von der Forschungsstelle Glücksspiel der Universität Hohenheim gesammelt, erforscht und veröffentlicht. Untersuchungen und Prognosen zur Marktentwicklung werden regelmäßig von Marktforschungsinstituten im Auftrag des Deutschen Lottoverbands erhoben und von diesem veröffentlicht.
Diesen Quellen zufolge nahmen beispielsweise 31,5 % der deutschen Bevölkerung im Jahre 2011 am Lotto „6 aus 49“ teil. Beim Spiel 77 und/oder Super 6 waren es im gleichen Zeitraum 21 % der Bevölkerung.
Laut Angaben des Deutschen Lotto- und Totoblocks betrug im Jahre 2007 die Summe der Spieleinsätze in Baden-Württemberg 660,1 Mio. Euro für das Lotto 6 aus 49; 129,0 Mio. Euro für das Spiel 77 und 91,9 Mio. Euro für Super 6.

## Kritik
In der Soziologie wurde die Kritik laut, dass durch staatliche Lottoeinnahmen sozialkulturelle Umverteilungseffekte stattfinden. Eine Studie des Max-Planck-Instituts für Gesellschaftsforschung zeigte 2008, dass Lotterien eine Form der regressiven Besteuerung mit sozial ungleichen Verteilungswirkungen darstellen. Die absolute Beteiligung am Lottospiel bei Bürgern nimmt mit steigendem monatlichem Einkommen sehr deutlich ab. Die Steuern, die der Staat durch Lotto einnimmt, stammen daher vor allem von Personen aus der unteren Mittelschicht mit niedrigem Bildungsstand, während große Teile der staatlichen Lottoeinnahmen zur Förderung von sozialen Projekten, Kunst, Kultur und Breitensport verwendet werden. Laut MPIFG sinkt mit einer steigenden sozialstrukturell bedingten Wahrscheinlichkeit, zu den Nutznießern geförderter Projekte zu gehören, die Wahrscheinlichkeit, zu den staatlichen Lottoeinnahmen beizutragen.
Es wurde vorgeschlagen, den Spielanreiz für Lotto durch niedrigere Gewinne zu verringern oder die staatlichen Einnahmen für Bevölkerungsgruppen einzusetzen, die vermehrt Lotto spielen.